# Lugar sagrado

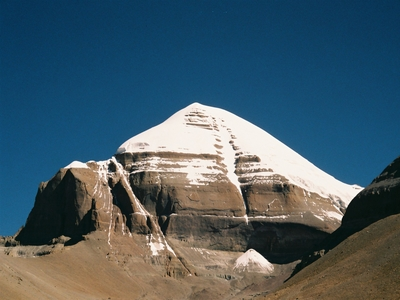
El monte Kailás, donde se suponía que vivía Sivá.

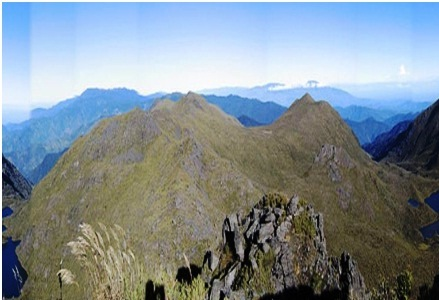
Chirripó Grande en la Cordillera de Talamanca, Costa Rica, es el hogar del dios Sibú, según la cosmogonía Bribri

Se conoce como lugar sagrado (o lugar santo) a los sitios geográficos considerados de gran importancia y valor espiritual para las distintas confesiones religiosas y comunidades espirituales. 

## Tipos
Los lugares sagrados pueden ser de diversos tipos:
- Altares privados, que pueden servir para honrar a los antepasados, como sucede en Oriente con los miembros fallecidos de la familia, o para honrar a un santo o virgen, como sucede en América Latina. En ambos casos se reserva un lugar de la casa o de la propiedad con ese fin.
- Santuarios y templos, construidos por una comunidad de creyentes para honrar a una divinidad, santo o espíritu de su creencia o religión. En este tipo de lugares sagrados se incluyen las iglesias, las ermitas, las catedrales, las mezquitas y todos los templos grandes y pequeños que, por ejemplo, pueblan países como Japón, o poblaban países como Grecia. Como los altares, si son de adoración a un santo o divinidad, en estos lugares se les pueden pedir favores, como curaciones o la resolución de un problema determinado.
- Monasterios, conventos y abadías, donde viven un grupo de religiosos dedicados a la oración y a otras actividades dedicadas a cumplir los preceptos de sus religión. Los más importantes son los cristianos, los hinduistas, los budistas y los sintoístas.
- Cementerios, donde una comunidad honra la memoria de sus antepasados; no son lugares de peregrinación y pueden ser grandes y pequeños, como las huascas andinas.
- Monumentos megalíticos, que representan una primera aproximación a la divinidad y al más allá, en forma de monumentos funerarios y de santuarios, como Stonehenge, que parece construido para adorar al sol.
- Pinturas rupestres, que son el primer indicio del despertar espiritual de la humanidad. Empiezan representando escenas de caza, pero muy pronto aparecen en ellas los antepasados de la tribu, divinidades o espíritus que sirven de enlace entre nuestro mundo y el más allá.
- Lugares de la naturaleza: árboles sagrados, como los que adoraban los celtas, entre los que destaca el roble; fuentes; desfiladeros; montañas inaccesibles, cualquier rincón donde la presencia de nuestros ancestros o de los dioses de la tribu se haga evidente. Son lugares de poder, y muchos se han convertido en santuarios después de las apariciones. Otros, son inmutables, como el monte Everest, la gran madre de los sherpas. Muchos han dejado de serlo porque la historia se ha olvidado de ellos, o han desaparecido debido a los cambios ambientales o a la presión humana.
- Los bosques sagrados merecen una atención especial, pues pertenecen a creencias muy antiguas en su mayoría desaparecidas. En la India, donde aún se consideran sagrados muchos de ellos, en 1995 se censaron 13.270 bosques sagrados, pero podría haber más de cien mil, porque su tamaño oscila entre 1000 m² y 900 ha. Los mejor conservados están en Tamil Nadu, donde hay censados 448; cada uno de ellos está asociado a una deidad, un dios de la aldea o espíritu antiguo, como Ammán, diosa de la fertilidad; una encarnación de Visnú, como Ayyappan o Ayyanar, y en general a dioses sivaístas o visnuistas. Pudieron haberse iniciado como jardines de un templo. En Europa hay restos de bosques sagrados en Francia, el Reino Unido e Irlanda, generalmente druídicos. Las tribus galas tenían grupos de árboles sagrados en cada pueblo. En la Antigua Roma había bosques consagrados a Diana cazadora y a otra deidades forestales, igual que en la Antigua Grecia. En África se adora a determinados árboles en algunos lugares, como el baobab, la kigelia o el tamarindo.
- Montañas como ocurre con otros fenómenos naturales, por lo general está intímamente relacionado con el animismo. Entre los más importantes podríamos destacar el Olimpo (sagrado para los antiguos griegos), el monte Fuji que es sagrado para el sintoísmo japonés, o el Teide que era sagrado para los aborígenes guanches de las Islas Canarias.

## Aborígenes australianos
Actualmente, más del 70 por ciento de los aborígenes australianos se declaran cristianos, el resto declara no tener religión y unos pocos se declaran musulmanes. Sus creencias ancestrales, que se manifiestan oralmente, varían debido a los muchos pueblos indígenas que habitan Australia, pero tienen en común la veneración de la tierra y la convicción de que todo procede del llamado Tiempo del Sueño (Dreamtime), una dimensión temporal separada de la nuestra en la cual nuestros ancestros vivieron antes de dar lugar al mundo tal como lo conocemos, con la intervención de seres primordiales como la Serpiente del arco iris. Muchos creen que aún es posible acceder a esa dimensión mediante rituales. Los lugares sagrados son en este caso lugares de iniciación donde se han dibujado en la roca los mitos.

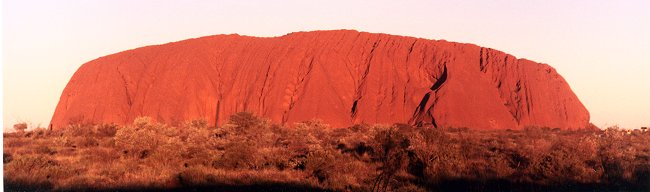
Uluru a mediodía.

- Karlu Karlu: (Devil's Marbles Conservation Reserve), sitio sagrado de gran interés geológico para los aborígenes kaytetye y warrumungu, en el norte de Australia. La única piedra de este lugar que hay en Alice Springs, tierra de los arrente, se trasladó para cubrir una sepultura.
- Uluru: (Ayers Rock), lugar y montaña sagrada para los pitjantjatjara y los yankunytjatjara.
- Kata Tjuta: (Los Olgas), muy cerca de Ayers Rock, son 36 domos de piedra, sagrados para los Pitjantjajara.
- Hindmarsh: isla sagrada para los ngarrindjeri.

## Aborígenes canarios

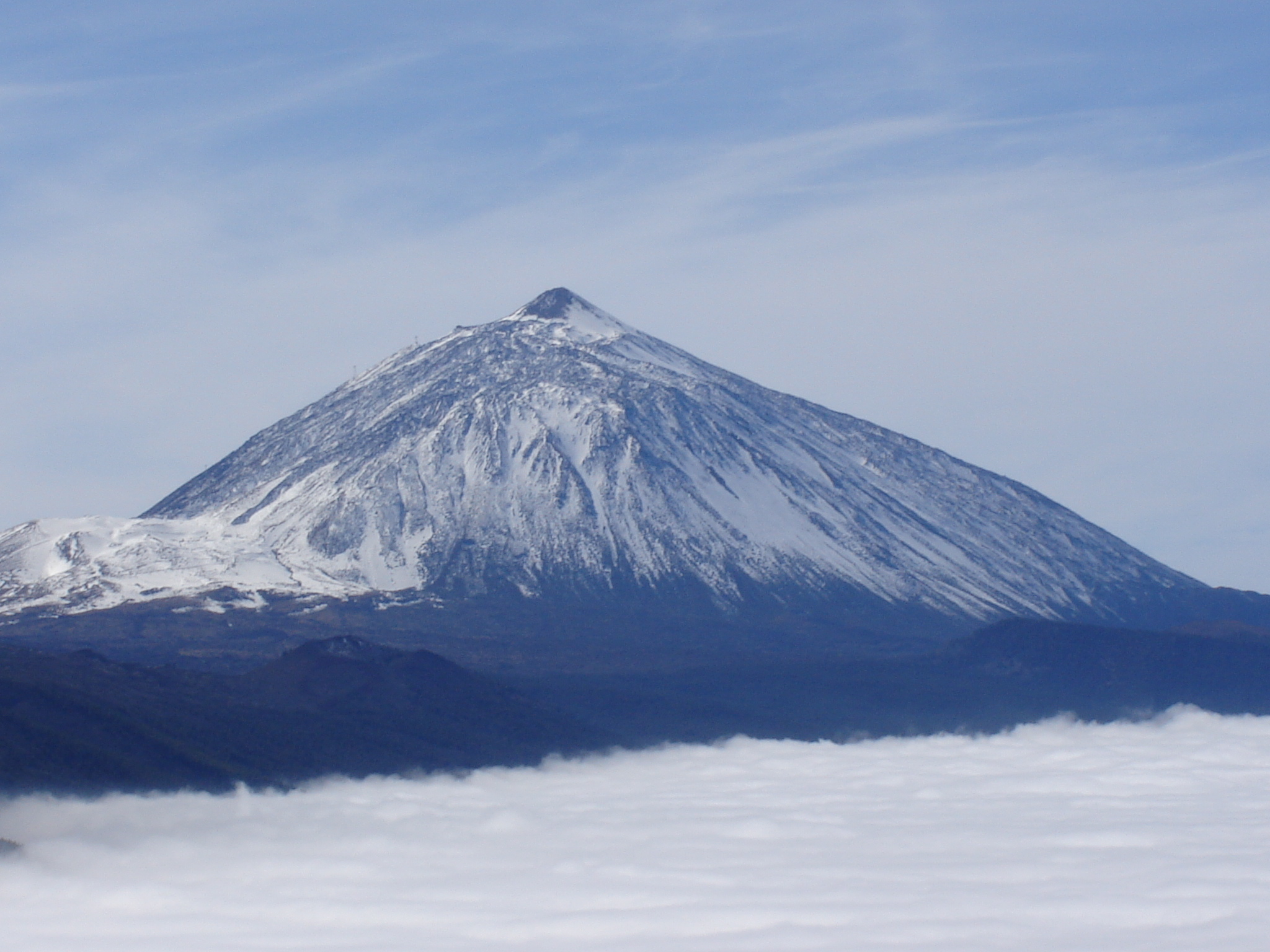
El Teide era un volcán sagrado, según las creencias guanches.

Las montañas y determinados roques aparecen en el conjunto del archipiélago canario como lugares sacralizados por excelencia, en los que la divinidad se manifiesta en la tierra.
Entre las montañas sagradas destaca el volcán Teide en la isla de Tenerife, que era sagrado para los aborígenes de varias islas y la montaña de Tindaya en Fuerteventura. Al igual que con los roques de Idafe en La Palma, Bentaica en El Hierro y el Bentayga en Gran Canaria. En la cosmogonía isleña respecto a estas montañas denota un culto al Axis Mundi.
Otros lugares sagrados eran las cuevas, destaca la Cueva de Achbinico y la Cueva de Chinguaro en Tenerife, donde los aborígenes dieron culto a una imagen de la Virgen María (la Virgen de Candelaria) antes de la conquista de la isla. En Tenerife también era venerado el lago de Aguere, que era un lugar de peregrinación para los aborígenes de toda la isla relacionado con el culto a los antepasados. Otras cuevas sagradas eran la Cueva del Ratón, tubo volcánico ubicado en La Palma, y Risco Caído en Gran Canaria.

## Áfricamilenaria
Los africanos creían –y muchos creen todavía– en un universo poblado por innumerables espíritus que pueden manifestarse en cualquier animal, planta, roca, colina o río y tener un poder especial. Esta idea del más allá se conoce como animismo, y ha llenado el continente de lugares sagrados. Estos espíritus no surgen al azar, sino que pertenecen a religiones bien estructuradas con una cosmogonía en la que hay uno o varios dioses creadores y una historia que en algunos casos ha sido representada por medio de pinturas rupestres, las más antiguas de las cuales se asocian con la caza, la figura del chamán, el despertar del espíritu y el concepto de lo sagrado en la especie humana. El arte rupestre se encuentra en muchos países africanos. En el norte de África es muy característico el arte rupestre del Sahara, en Egipto (Cueva de los Nadadores), Chad (Tibesti y Ennedi), Libia (Tadrart Acacus), Níger (Montañas de Air), Argelia (Tassili n'Ajjer), Mali, Marruecos (Atlas) y Mauritania, entre otros. En el centro y el este de África se encuentra en Tanzania, Kenia, Etiopía, la República Centroafricana, Congo y Gabón. En el sur de África se halla en Angola, Botsuana, Lesoto, Malaui, Mozambique, Namibia, Sudáfrica, Suazilandia, Zambia y Zimbabue. En estos últimos predomina el arte de los bosquimanos.
- Baobab: este árbol, del género Adansonia, se considera sagrado en muchos lugares de África, especialmente en Senegal, donde es símbolo del país.
- Tsodilo: lugar sagrado para los bosquimanos en Botsuana, al oeste del delta del Okavango con pinturas rupestres.
- Bandiagara: escarpe de 150 km de longitud y 500 m de altura a cuya sombra viven los dogón, en Malí, con numerosos enclaves sagrados, como el de los ritos de iniciación cerca de Songo o los santuarios dedicados a su protector sobrenatural Binu.
- Colinas de Matobo: pinturas rupestres en el Parque Nacional de Matobo en Zimbabue, lugar sagrado para los shona.
- Cascadas Phiphidi: en la provincia de Limpopo, al nordeste de Sudáfrica, es un lugar ritual donde acuden los ancianos del clan ramunangi, perteneciente a los clanes Vhavenda, para realizar determinados rituales relacionados con la lluvia. (http://www.sacredland.org/phiphidi-waterfall/)
- Islas Bijagós: reserva de la biosfera que forma parte de la República de Guinea-Bissau. En la veintena de islas viven unas 25.000 personas que practican el animismo y han preservado extensas zonas de playas, islas y manglares que se consideran sagrados.
- Bosques Kaya: son una serie de bosques sagrados que se encuentran en la costa de Kenia y que pertenecen a la tribu mijikenda. En estos lugares protegidos, denominados kayas, se realizaban enterramientos y rituales sagrados por parte de las nueve tribus de los mijikenda: giriama, digo, duruma, rabai, kauma, ribe, jibana, kambe y chonyi. (http://www.sacredland.org/kaya-forests/)
- Monte Kenia: la segunda montaña más alta de África, con 5.199 m, después del Kilimanjaro, en Kenia, es un lugar sagrado y forma parte del mito de la creación de los kikuyu, un pueblo bantú que emigró a los pies de este monte en el siglo XVI. Según sus creencias, Ngai creó el monte Kirinyaga, la montaña de la luz y le otorgó aquellas tierras a Gikuyu, el fundador de los kikuyu. (http://www.sacredland.org/mount-kenya/)
- Bosque Sheka: conocido como el último bosque indígena de Etiopía, se encuentra en el sudoeste del país. Es sagrado para el pueblo shekacho, que lleva a cabo determinadas ceremonias religiosas en él. Los shekacho son una de las trece naciones del sur etíopes.
- Colinas de los gamo: son las tierras altas del pueblo gamo, una de las etnias de Etiopía. De carácter animista, aunque influidos por el islam y el cristianismo ortodoxo, siguen practicando costumbres ancestrales en sus más de 270 bosques sagrados en lo alto de las colinas y el fondo de los valles en el valle del Rift. (http://www.sacredland.org/gamo-highlands/)
- Bosques sagrados de Ghana: una serie de bosques sagrados en el oeste de Ghana que oscilan entre media y 1.500 hectáreas; son agrupaciones de vegetación autóctona que emergen sobre las malezas secundarias de la sabana. Son sagrados para las diferentes etnias de la región, como los akan, que adoran a la diosa Asase Ya, o los malshegu, que adoran a Kpalevorgu, quien se manifiesta como una roca bajo un baobab.
- Pinturas rupestres de uKhahlamba: vasta región que incluye los montes Drakensberg, en Sudáfrica, un área de 230.000 hectáreas que comprende unas 500 cuevas con pinturas rupestres de los antiguos bosquimanos, que en este lugar fueron exterminados en conflictos con los zulúes. Destaca el Game Pass Shelter, la piedra Rosetta del arte rupestre sudafricano. (http://www.bradshawfoundation.com/rari/page5.php)
- Laas Gaal: conjunto de cuevas con algunas de las pinturas rupestres más antiguas conocidas en África, de hace entre 8.000 y 9.000 años, que se encuentran en la república autónoma de Somalilandia, en Somalia.
- Pinturas rupestres de Tassili n'Ajjer: más de 15.000 pinturas y gradados rupestres del Paleolítico superior y el neolítico en la meseta del Tassili, en Argelia
- Pinturas rupestres de Tadrart Acacus: área desértica al oeste de Libia, cerca de la ciudad de Ghat. Las pinturas se realizaron hace entre 12.000 y 300 años a. C.
- Pinturas rupestres de Mesak Settafet: región de Libia famosa por sus pinturas, en lugares como el uadi Matkhendush. (http://xjubier.free.fr/en/site_pages/libya/Matkhendush_pg01.html)
- Wadi Sora: forma parte de un conjunto de cuevas en el desierto occidental de Egipto, muy cerca de Libia, con pinturas rupestres, entre las que destacan las llamadas Cueva de los Nadadores y Cueva de las Bestias. La zona habitada más cercana se encuentra en el oasis de Kufra en Libia. En las cercanías también se encuentran las cuevas de Karkur Talh, Jebel Uweinat y el macizo de Terkéï o Ennedi, ya en Chad.
- Twyfelfontein: pinturas rupestres en la región de Kunene, en el noroeste de Namibia. La mayoría de pinturas pertenecen a la cultura wiltoniense, que ocupó esa región hace 6.000 años. Más tarde, hace 2.000 años, los khoikhoi añadieron sus propias pinturas.
- Pinturas rupestres en la Reserva Nacional de Niassa: con una extensión de 42.000 km², situada al norte de Mozambique y poblada por una 25.000 personas, sobre todo de las etnias cyao y makua, junto con algunos ngoni, marave y matambwe, posee antiguas pinturas en la base un inselberg de granito llamado Nkopola (http://www.bradshawfoundation.com/africa/niassa.php)
- Pinturas rupestres de Kondoa: conjunto de cuevas, en el distrito de Kondoa, en la región de Dodoma, en Tanzania. En otros lugares del centro de Tanzania, como la Región de Singida y el lago Eyasi, también hay pinturas destacables.
- Arte rupestre de la República Centroafricana: se han encontrado pinturas en el norte (Toulou, Koumbala y Djebel Mela) y en el oeste (Bwale) y grabados en el sur (Bambari, Lengo, Bangassou y hasta 30 sitios). (http://www.bradshawfoundation.com/central-africa/central_african_republic.php)
- Pinturas rupestres de Aribinda, Markoye y Pobé-Mengao en el Sahel de Burkina Faso, al norte del país, donde unos afloramientos rocosos que contienen pinturas son considerados sagrados por los lugareños. En Aribinda, los extranjeros necesitan el permiso del rey para deambular por estos parajes repletos de poderosos espíritus. (http://whc.unesco.org/en/tentativelists/5657) Al oeste de Burkina Faso hay otro conjunto de pinturas rupestres en Borodougou, Wimpéa y Dramandougou.
- Arte rupestre del Teneré: Por la enorme extensión de este territorio, está muy disperso. Entre lo más conocido se encuentran las jirafas de Dabous, grabadas en la roca en el lugar donde se encuentran el desierto y las montañas de Air, en la tierra de los tuaregs, en Níger. Pero el propio Air y los nueve macizos montañosos que forman las Reservas naturales del Air y el Teneré están repletos, además de aparecer en las riberas de uadis, orillas de salares y cualquier refugio natural rocoso que lo permita. En el Teneré también se encuentra el cementerio más antiguo del Sahara, Gobero, del 8000 a. C.
- Pinturas rupestres de Brandberg: la montaña Brandberg (2.606 m), en el nordeste del desierto del Namib, en Namibia, es un lugar de gran importancia espiritual para los bosquimanos. Hay cientos de pinturas rupestres. La más importante es La Dama de Blanco.
- Petroglifos de Gabón: Hay más de 1.200. Se encuentran en el valle del río Ogooué y se han descubierto hasta ahora cinco lugares: Epona, Elarmekora, Kongo Boumba, Lindili y Kaya Kaya. (http://www.bradshawfoundation.com/central-africa/gabon.php)
- Bosque sagrado de Osun-Osogbo, a orillas del río Osún, en Nigeria, es uno de los numerosos lugares sagrados que se encuentran en la región habitada por los yoruba, en este caso, un bosque casi primigenio en el que se han instalado numerosas esculturas y que es Patrimonio de la Humanidad.
- Cuevas sagradas de Camerún: se encuentran en las tierras altas del oeste de Camerún, en la región de los bamileke. Destacan las cuevas de Fovu (la gruta sagrada de Baham ), Kouo Vu, Kaa (uno de los doce grandes lugares sagrados de Batié) y Shum Laka (http://www.futura-sciences.com/fr/news/t/homme/d/rendez-vous-en-terre-inconnue-celle-des-chefferies-bamilekes_29593/).
- Ngog Lituba: montaña sagrada de los pueblos bassa y bati, en Camerún, donde hay una cueva a la que se realiza una peregrinación anual (http://www.eco-spirituality.org/es-nglituba.htm)

## Prehistoria

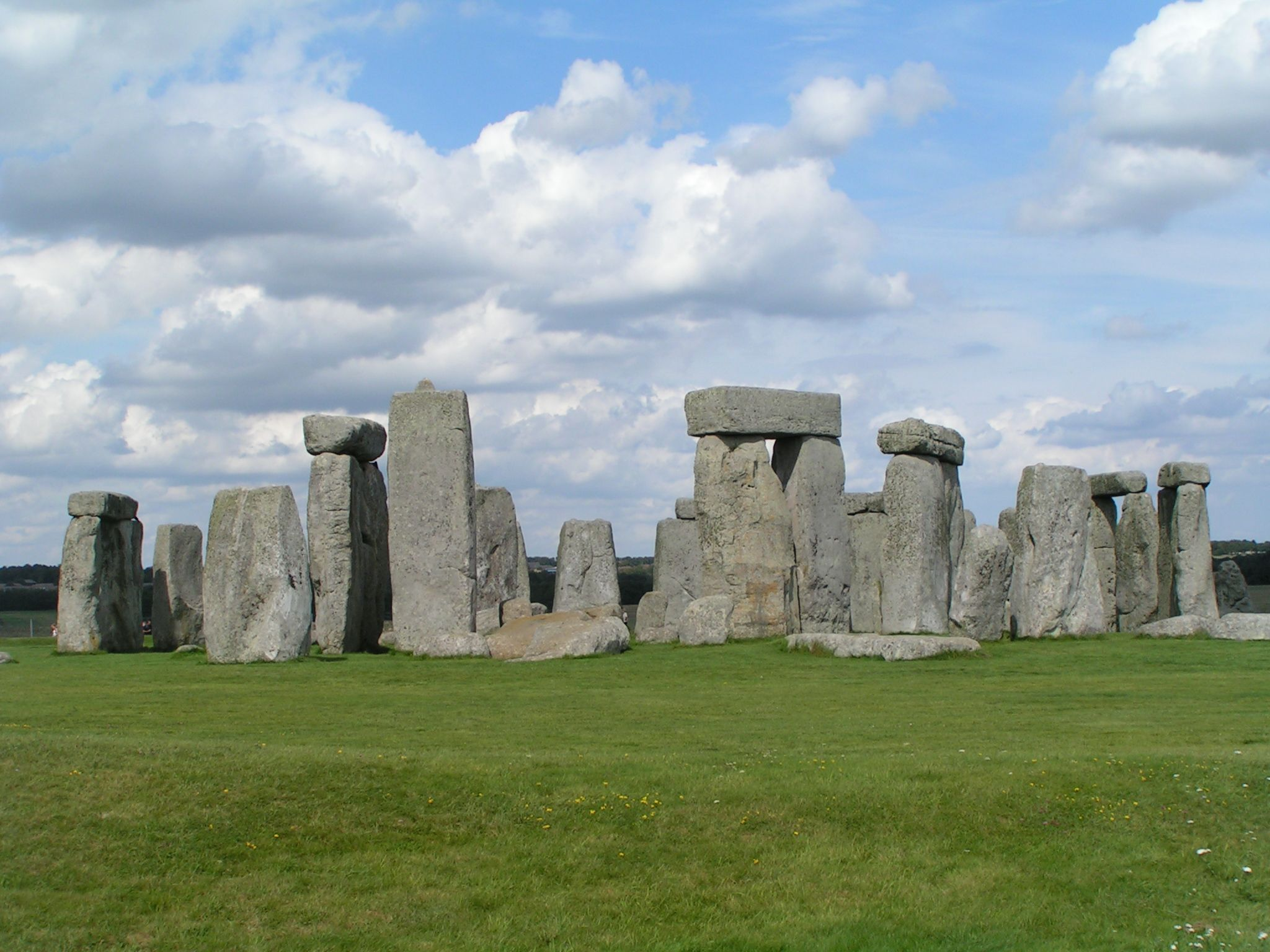
Stonehenge.

### Monumentos megalíticos
Son construcciones arquitectónicas realizadas con grandes bloques de piedra, preferentemente durante el Neolítico. Se sugiere que esta denominación, megalitos, solo debe aplicarse a los construidos en el Mediterráneo occidental y en la Europa Occidental por denominarse así los hechos con grandes bloques de piedra desbastada conocidos como megalitos; de manera que no se incluyen las grandes construcciones egipcias y las estatuas de la isla de Pascua, pero sí las agrupaciones de piedra de Nabta Playa, en el desierto nubio.
- Stonehenge: monumento megalítico de la Edad de Bronce y el Neolítico en Inglaterra.
- Círculos de piedra: monumentos megalíticos de carácter religioso repartidos por Inglaterra e Irlanda.
- Menhires y barcos de piedra: monumentos megalíticos del norte de Europa.
- Alineamiento de piedras: son ordenamientos lineales de menhires paralelos situados a lo largo de un eje. El más importante son los alineamientos de Carnac, un conjunto de alineaciones de monolitos precélticos en la península de Bretaña, Francia. Es el monumento prehistórico más extenso del mundo.
- Agrupaciones líticas de Nabta Playa, en el desierto de Nubia, con una antigüedad de entre 6100 y 5800 a. C., construidos mil años antes que Stonehenge, con alineamientos de piedra similares.
- Complejos pétreos del este de Turquía. Son los más antiguos conocidos, a partir de 9500 a. C. Destacan Göbekli Tepe (el primer santuario conocido, con una antigüedad de más de 11 000 años, cerca de la frontera con Siria), Nevali Çori y Nahal Hermar. En algunas de las piedras que forman los círculos hay grabados animales.

### Laberintos
Pueden ser de piedra, grabados en la piedra o de hierba. Se han encontrado por toda la India, grabados en piedra y relacionados con la batalla de Kurukshetra, narrada en el Majábharata; en Creta, donde se encuentra el famoso laberinto del Minotauro; en la Antigua Roma, en numerosas pinturas y mosaicos antiguos; en Inglaterra, donde son de hierba, se conocen como turf mazes y hay de varios tipos: los mizmaze, los troy town, los walls of Troy, los Julian's Bower y los Shepherd's race, todos de origen medieval; en los países bálticos, donde hay más de seiscientos de diversos tipos, dedicados a los dioses de la mitología nórdica, como los de Tibble, en Suecia, o los de Graitschen y Steigra, en Alemania; en Francia, donde son muy conocidos los laberintos de las catedrales, entre ellas la de Arras, Auxerre, Bayeux, Chartres, Poitiers, Reims, Saint-Omer y Saint-Quentin, muchos de ellos destruidos y todos ellos símbolo del camino a recorrer para alcanzar a Dios, y por último en Arizona, Estados Unidos, grabados en piedra por los indios hopi, los navajos y los pimas, en este caso para representar el tortuoso camino que debe recorrer el pima para emerger al mundo real.

## Antiguo Egipto

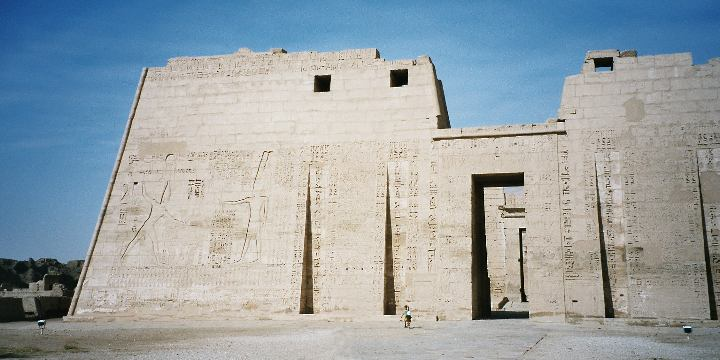
Templo funerario de Ramsés III en Medinet Habu.

La civilización del Antiguo Egipto es la que ha perdurado más tiempo en la historia de la humanidad. La existencia de dioses como Horus se inicia en el delta del Nilo más de tres mil años antes de Cristo y decae paulatinamente con la conquista romana en el siglo I a. C., aunque fuera el cristianismo, en la persona de Justiniano I, quien prohibió el culto a Isis en el siglo VI. El periodo de expansión del Imperio egipcio declina en el siglo VI a. C. con la dinastía Kushita y Egipto pasa a depender de gobernantes de otros imperios.
Los dioses egipcios son numerosos y teniendo en cuenta que también adoraban a ciertos animales, como encarnaciones divinas, los lugares sagrados se cuentan por millares; de estos han llegado a nosotros los restos de centenares, de los cuales citamos los más importantes y las ciudades donde se encontraban.
- Abidos: ciudad con un templo de culto a Osiris y lugar de enterramiento de faraones desde 3000 a. C., durante las dinastías I y II, en un valle cerrado, cercano al Nilo y a la capital Tinis. Cuando la capital se trasladó a Menfis en 2800 a. C., continuaron haciéndolo de manera simbólica, erigiendo cenotafios. A finales de la dinastía V, el culto de Osiris del delta se desplazó a Abidos y empezaron a celebrarse los misterios de Osiris. Durante varios siglos todo el mundo quiso enterrarse junto a la supuesta tumba del dios del mundo subterráneo, la Duat, que se creía en este lugar, aunque realmente era la tumba del faraón Dyer, de la I dinastía.
- Abusir: una de las necrópolis de Menfis (junto con Guiza, Saqqara y Abidos, declaradas Patrimonio de la Humanidad), donde se encuentran importantes pirámides entre las que destaca la de Sahura, de la dinastía V, con su templo funerario, aunque se encuentran en bastante mal estado. La más alta es la de Neferirkara-Kakai, de 72 metros.
- Alejandría: ciudad con un templo, centro de adoración a Serapis, fusión del toro sagrado Apis y de Osiris, en el periodo helenístico. Serapis se convertirá en el símbolo de la dinastía ptolemaica que gobernará en Egipto después de Alejandro Magno.
- Bubastis: ciudad con un templo, centro de culto de la diosa gata Bastet, de la felicidad, la fecundidad, la danza y la música. Se encuentra en la necrópolis de Menfis, cerca de Saqqara. También se le llama Bubasteión, y se halla cerca de la pirámide de Teti.
- Cocodrilópolis: ciudad con un templo, centro de adoración del dios cocodrilo Sobek, de la fertilidad, la vegetación y la vida, adorado en el oasis de El Fayum. Capital del nomo XXI, en antiguo egipcio se conocía como Shedet, los griegos la llamaron Cocodrilópolis, por la adoración del dios cocodrilo, uno de cuyos ejemplares era venerado como símbolo del dios en el templo, y Ptolomeo I la renombró como Arsínoe, en honor de su hija. Actualmente, se conoce como Medinet el-Fayum.
- Colosos de Memnón: son dos gigantescas estatuas de piedra del faraón Amenofis III, cerca de Tebas, que presidían la entrada a un fabuloso complejo funerario y centro de culto, hoy desaparecido, dedicado al faraón.
- Dahshur: una de las necrópolis de Menfis, en la que destacan las dos pirámides de Seneferu, primer faraón de la dinastía IV, una denominada "romboidal", y la otra, conocida como pirámide Roja por su color, es la primera pirámide del mundo de caras lisas. Mucho más tarde, Amenemhat II, de la dinastía XII, declaró Dashur necrópolis real y se construyeron tres pirámides, la suya, la de Sesostris III y la de Amenemhat III, conocida como pirámide Negra, prácticamente derruida pero aún imponente.
- Deir el-Bahari: lugar sagrado situado en un valle frente a Luxor, en la orilla occidental del Nilo, donde se encuentran tres importantes templos funerarios: el del faraón Nebhepetra Mentuhotep II, de la dinastía XI, y los de la reina Hatshepsut y su sucesor, Tutmosis III, de la dinastía XVIII.
- Dendera: ciudad con un templo, centro de culto a Isis y Hathor. Fue capital del nomo VI del Alto Egipto y en su necrópolis se encuentran importantes tumbas del Imperio Antiguo.
- Edfú: capital del nomo II del Antiguo Egipto cuyo templo principal estaba dedicado a Horus.
- Elefantina: isla del río Nilo que se encuentra frente a Asuán, donde se adoraba a los dioses Jnum, Satet y Anuket.
- Esna: capital del nomo III, con un hermoso templo dedicado a Jnum, dios carnero adorado en Elefantina y Esna. Los griegos la llamaron Latópolis.
- Filé: antigua isla, en el río Nilo, actualmente inundada por la presa de Asuán, donde egipcios, griegos y romanos erigieron varios templos importantes dedicados a la diosa Isis.
- Guiza: es la necrópolis más importante del Imperio Antiguo de Egipto, en las cercanías de El Cairo, pues contiene las tres pirámides más importantes y grandes de todo el mundo, de Keops, Kefrén y Micerinos, de la IV dinastía, además de la Gran Esfinge y una serie de pirámides menores y templos funerarios.
- Heliópolis: con santuario, centro de culto de Atum y la Enéada heliopolitana.
- Hieracómpolis: capital del nomo III del Alto Egipto, en el delta, y una de las primeras ciudades del país, con un centro de culto de Horus; es el lugar donde se encuentran los templos egipcios más antiguos. De aquí proceden la paleta de Narmer y la maza de Horus Escorpión, uno de los primeros reyes del antiguo Egipto y que inspiró la película El Rey Escorpión.
- Leontópolis: ciudad con un centro de adoración a Maahes, Sejmet y Bastet.
- Luxor: nombre moderno de la antigua Tebas, capital del Alto Egipto, que posee dos importantes templos dedicados a Amón y la Tríada tebana: el de Luxor y el de Karnak, unidos por la Avenida de los Carneros. Es un importante centro turístico, del cual parten los cruceros para Asuán y las excursiones al Valle de los Reyes y a los Colosos de Memnón.
- Karnak: santuario de Amón-Ra, Montu, y Mut en la ciudad de Tebas, actual Luxor (Al-Uqsur).
- Kom Ombo: con un imponente templo dedicado a Sobek, a orillas del Nilo, en el nomo I del Alto Egipto.
- Medinet Habu: pequeña ciudad situada frente a Tebas, en la orilla occidental del Nilo, conocida por el templo funerario de Ramsés III, el "templo del millón de años", construido cerca de otro templo más antiguo dedicado a Amón.
- Meidum: con una necrópolis situada a unos cien kilómetros al sur de El Cairo, donde se encuentra varias grandes mastabas del Imperio Antiguo y una pirámide, también llamada la falsa pirámide, o pirámide de Huny, último faraón de la III dinastía, aunque se cree que la acabó de construir Seneferu, primer faraón de la IV dinastía. En realidad era una gigantesca mastaba escalonada, de ocho gradas y casi cien metros de altura, construida en torno al 2600 a. C. que Seneferu conformó de caras lisas.
- Menfis: capital del Imperio Antiguo de Egipto y del nomo I del Bajo Egipto, a 20 km de El Cairo. Fue capital del imperio egipcio entre las dinastías I y VIII, y en 1979 fue declarado Patrimonio de la Humanidad junto con sus importantes necrópolis de Saqqara, Guiza, Abusir y Dahshur. Tenía un centro de culto a Ptah y Apis.
- Mendes: ciudad con un centro de culto de la Tríada de Mendes, formada por Banebdyedet, el dios carnero de Mendes; Hatmehit, la diosa madre, forma de Isis y Hathor, y Harpajered o Harpócrates, el Horus niño originario de Heliópolis. La ciudad de Mendes, actual Tell el-Ruba, fue capital del nomo XVI durante el gobierno romano.
- Meroe: capital del reino nubio de Meroe, en Sudán, sucesor del reino de Napata, origen de la dinastía XXV de Egipto. Destacan las impresionantes pirámides funerarias en medio del desierto. Los kushitas, habitantes de Meroe, adoraban a Amani (Amón) como dios principal.
- Nejeb: actual El-Kab, con un centro de culto a Nejbet, diosa patrona del Alto Egipto. Fue capital del nomo III desde la dinastía XVIII.
- Saqqara: necrópolis principal de la ciudad de Menfis consagrada a Sokar, dios menfita del mundo subterráneo, Duat, donde se encuentran una serie de importantes templos funerarios y pirámides construidas por faraones del Imperio Antiguo. Destacan la pirámide escalonada construida por Imhotep, la primera de grandes dimensiones, para el faraón Dyeser (Zoser), y el Serapeum de Saqqara, lugar de enterramiento de los toros sagrados Apis.
- Tanis: ciudad con el centro septentrional de adoración de la Tríada tebana: Amón, Mut y Jonsu. Fue capital del nomo XIX del Bajo Egipto y de todo el imperio entre las dinastías XXI y XXIII, las dinastías taníticas.
- Valle de las Reinas: necrópolis del Antiguo Egipto donde se hallan enterrados reinas y príncipes de las dinastías XIX y XX, entre ellas la reina Nefertari.
- Valle de los Reyes: necrópolis del Antiguo Egipto donde se hallan enterrados gran parte de los reyes del Imperio Nuevo. Se encuentra frente a la ciudad de Luxor, antigua Tebas, al otro lado del río Nilo.

## Antigua Grecia
La historia de Grecia se inicia en el Paleolítico y aparece en la historia con las civilizaciones minoica, en la isla de Creta, y micénica, en el Peloponeso. Estos últimos absorben a los cretenses y conquistan todas las islas del mar Egeo. En el siglo VIII a. C. aparecen las primeras ciudades estado y en el siglo VI a. C. Atenas y Esparta ya son grandes potencias. En el siglo de Pericles (siglo V a. C.), ambas se enfrentan a los persas y los derrotan. En el siglo IV a. C., Tebas se convierte en la ciudad dominante y poco después Alejandro Magno convierte a Grecia en parte de su imperio. En el siglo II a. C. Grecia se convierte en parte del Imperio romano. Los lugares sagrados de la antigua Grecia son innumerables, tantos como templos erigidos en honor de los dioses por todo el país, por lo tanto solo podemos mencionar los más destacables, todos ellos lugares arqueológicos situados en marcos más amplios que nos sirven de referencia.
- Egina: es la mayor isla del golfo Sarónico, a 30 km al sur del puerto de El Pireo. Destacan en la isla, que posee unos 15 000 habitantes y produce los mejores pistachos del mundo, el templo de Afea, divinidad local asociada a Atenea, con escenas que representan la guerra de Troya. También son destacables el monasterio de la Santísima Trinidad, construido por san Nectario de Egina, santo que murió en 1921, y la catedral ortodoxa, una de las mayores de Grecia.
- Monte Olimpo: es la montaña más alta de Grecia, con 2917 m de altitud, donde los antiguos griegos situaban la residencia de los dioses, el hogar de los doce olímpicos, regidos por Zeus.
- Atenas: capital de la moderna Grecia, lo fue también de la Ática como ciudad estado en la Antigüedad. En la ciudad destacaban como lugares de culto el Partenón, sobre la Acrópolis, donde se adoraba a Palas Atenea, el Ágora, centro político, económico y social donde se encontraban diversos templos, entre los que destaca el Hefestión.
- Corinto: ciudad estado situada en el istmo de Corinto, en el Peloponeso. De la ciudad antigua se han conservado los restos de un templo dedicado a Apolo.
- Delos: una de las islas más pequeñas (3,5 km²) de las Cícladas, en el mar Egeo.

Zeus la eligió como lugar de nacimiento de Apolo y Artemisa. En ella se encontraba un importante santuario dedicado a Apolo.
- Delfos: ciudad de la Fócida, a los pies del monte Parnaso, donde se hallaba el santuario más importante de Apolo. A él acudían reyes y gobernantes para consultar el oráculo, el más importante de la Antigüedad hasta que fue saqueado por los romanos.
- Dodona: santuario dedicado a Zeus y segundo oráculo de Grecia después de Delfos. Se encontraba en el Épiro, cerca de la actual frontera con Albania.
- Eleusis: pequeña población a unos 30 km de Atenas, centro de culto de Démeter y Perséfone y lugar donde se celebraban los misterios eleusinos, ritos de iniciación anuales al culto de estas diosas, con la celebración de la vuelta a la vida de Perséfone, que había sido secuestrada por Hades, dios del inframundo.
- Isla de las Serpientes, o Leuce, centro de culto de Aquiles, donde había un pequeño templo y un oráculo.
- Olimpia: ciudad de la Élide donde se originaron los Juegos Olímpicos. También era un centro de culto con un gran templo dedicado a Zeus.
- Paestum: ciudad greco-romana situada en la Campania, a unos 85 km de Nápoles. Conocida como Poseidonia por los griegos, en ella se encuentran los restos de tres importantes templos dedicados a Hera, Apolo y Atenea.
- Monte Cilene: montaña más alta (2374 m) de la Arcadia, en el Peloponeso. En una cueva de este monte nació Hermes y en su cima se construyó un templo dedicado al mensajero de los dioses.
- Rodas: es la isla más extensa del Dodecaneso, al sur de la costa de Turquía, con casi 1400 km². En la Antigüedad, estaba consagrada a Helios, dios del sol, y en su nombre se construyó el Coloso de Rodas (quizá de 32 m de altura), que abría paso al puerto de la capital. Fue una de las maravillas del mundo hasta su destrucción por un terremoto en el año 223 a. C. La isla se convirtió en escala de las naves cristianas durante las Cruzadas, y en ella se construyó el castillo de la Orden de San Juan de Jerusalén.
- Samos: isla situada en el mar Egeo, frente a las costas de Turquía. Fue un importante centro comercial en la Antigüedad y como tal dotado de un centro de culto notable, en este caso el Hereo de Samos, templo dedicado a la diosa Hera declarado Patrimonio de la Humanidad en 1992
- Tirinto: antigua fortaleza situada en la Argólide, en el Peloponeso. Según la mitología, fue el lugar de nacimiento de Heracles. Perteneció a la civilización micénica.
- Pella: capital de la antigua Macedonia y lugar de nacimiento de Filipo II y de su hijo Alejandro Magno. En sus ruinas se encuentran los fabulosos mosaicos de Dionisos, el rapto de Helena, la caza del ciervo y la amazonomaquia, un santuario consagrado a Afrodita, otro a Darron, dios guerrero local que solo aparece en una inscripción del siglo II a. C. al sudoeste de la ciudad y el Thesmoforion, consagrado a Deméter Tesmófora y en cuyo honor se celebraban en ese lugar las Tesmoforias.
- Vergina: llamada en la antigüedad Egas o Aigai, fue la capital de Macedonia después de Pella. Aquí se encuentra actualmente un importante yacimiento arqueológico reconstruido como museo con varias tumbas reales, entre las que destaca la de Filipo II.

## América precolombina

### Costa Rica

#### Monumento Nacional Guayabo
El Monumento Nacional Guayabo, ubicado en el cantón de Turrialba, Costa Rica, fue un importante centro político y religioso de las sociedades autóctonas costarricenses, pertenecientes a la región arqueológica Central del país, siendo utilizado como sitio ceremonial entre el año 1000 y el 1400 d. C. En él se han hallado montículos, calzadas, acueductos, petroglifos, monolitos, basamentos de piedra, piezas arqueológicas de jade, piedra, cerámica, oro, etc. Guayabo se halla localizado en las faldas del volcán Turrialba. En el acervo cultural de Costa Rica, los volcanes juegan un papel fundamental, considerándose como montañas sagradas.

#### Cultura bribri

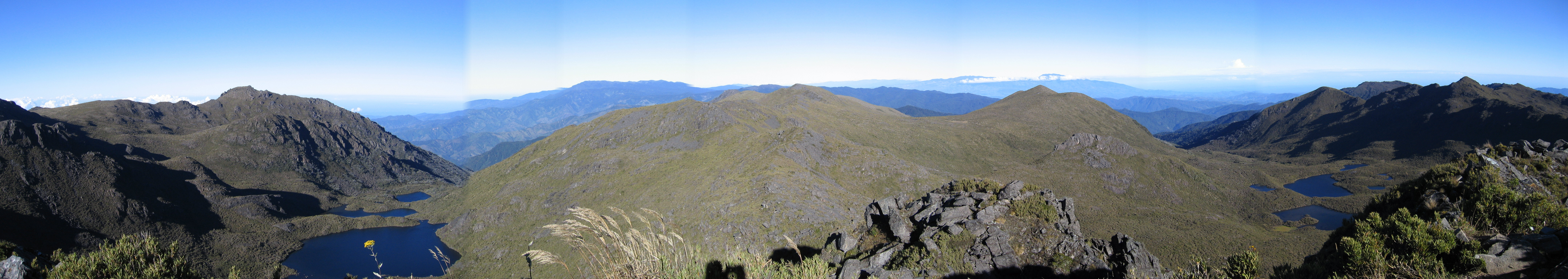
En la mitología bribri, el cerro Chirripó y Suráyum en la Cordillera de Talamanca, el centro del mundo, cuna del dios Sibú, desde allí se miran el océano Atlántico y el Pacífico. Las "morrenas" o lagunas glaciares, son los restos de los glaciares localizados más al sur del continente americano

Los bribris representan la etnia indígena más numerosa de Costa Rica y se ubican principalmente en la Cordillera de Talamanca con referencias desde hace 6.000 años, pero la tradición oral la refieren a más de 12.000 años. Dentro de los principales arquetipos en la construcción del imaginario colectivo del pueblo de Costa Rica destacan el Usuré y Suráyum como referentes simbólicos y físicos que se entremezclan en el sincretismo entre lo ancestral y cristiano.
- Suráyum:el centro del mundo, para muchísimos indígenas y en especial los bribris es el ombligo de la creación del mundo por Sibú y la creación de la humanidad de maíz, de todas la razas, están ahí, en las montañas de Talamanca, desde hace siglos venían de norte, centro y sur América millares de visitantes indígenas a rendir culto al sitio sagrado y a traer ofrendas. Físicamente lo ubican en Alto Lari, Alta Talamanca, justo al centro del Parque Internacional La Amistad, Patrimonio Natural de la Humanidad, compartido entre Costa Rica y Panamá.

- El Usuré o Casa Cósmica: es una especie de templo cónico que representa el Universo. Es el mundo ancestral, la bóveda celeste. Es el macro-cosmos como Comunidad y el micro-cosmos en lo familiar, es el lugar de reflexión, paz y seguridad. Cuando DuLu el árbol de la creación estaba a punto de romper la casa cósmica, Sibú pidió ayuda superior y lo cortó, unió sus extremos, creando el círculo de la periferia de la casa cónica, formando los océanos como protección de la Gran Casa, por eso el mar y la tierra son redondos.

#### Cultura del Diquís

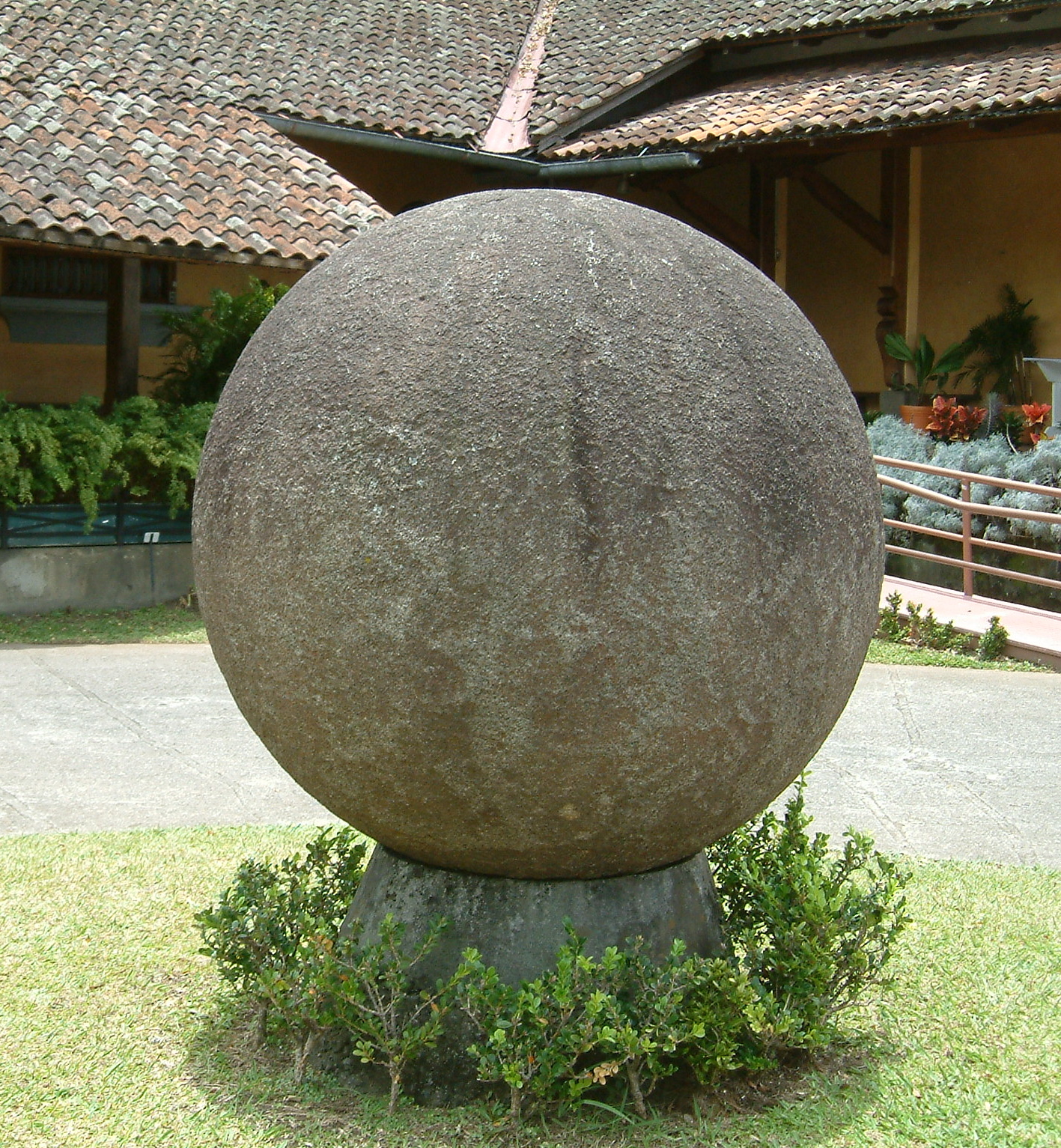
Esfera de piedra en el Museo Nacional de Costa Rica

La región del río Grande de Térraba (en lengua boruca, Diquís, "agua grande"), en el Pacífico Sur de Costa Rica, fue lugar de asentamiento de varias sociedades cacicales complejas que se caracterizaron por la elaboración de Esfera de piedra. Se han identificado en Costa Rica 45 yacimientos de esferas de piedra, uno en el Pacífico norte, seis en la región Central, y el resto en el Pacífico sur, específicamente en la subregión Diquís, donde se han documentado unas 200 esferas, cuyo tamaño varía desde unos pocos centímetros hasta 2.5 metros, con pesos entre varios kilos hasta 30 toneladas, y que se caracterizan por la depuración en sus técnicas de producción. Dichas esferas comenzaron a elaborarse alrededor de 300 a 800 años de nuestra era, siendo los sitios más antiguos Bolas de Buenos Aires de Puntarenas y Piedra Pintada, en San Vito de Coto Brus. La región de Palmar Sur es un importante sitio arqueológico donde se hallan estas esferas. Su fabricación continuó hasta el periodo de los cacicazgos tardíos, en especial en el área del delta formado por los ríos Térraba y Sierpe, y se consideran distintivas de la llamada cultura del Diquís, y en la actualidad, son símbolos de identidad nacional.

### México

#### Cultura azteca
Los aztecas o mexicas son el pueblo dominante en el norte y centro de Mesoamérica entre principios del siglo XIV y la llegada de los españoles en 1521 aproximadamente. Poseen una religión sincrética que absorbe y añade a su panteón los dioses de los pueblos conquistados a lo largo de los siglos, especialmente una vez asentados en el valle de Anáhuac, en el centro de México.

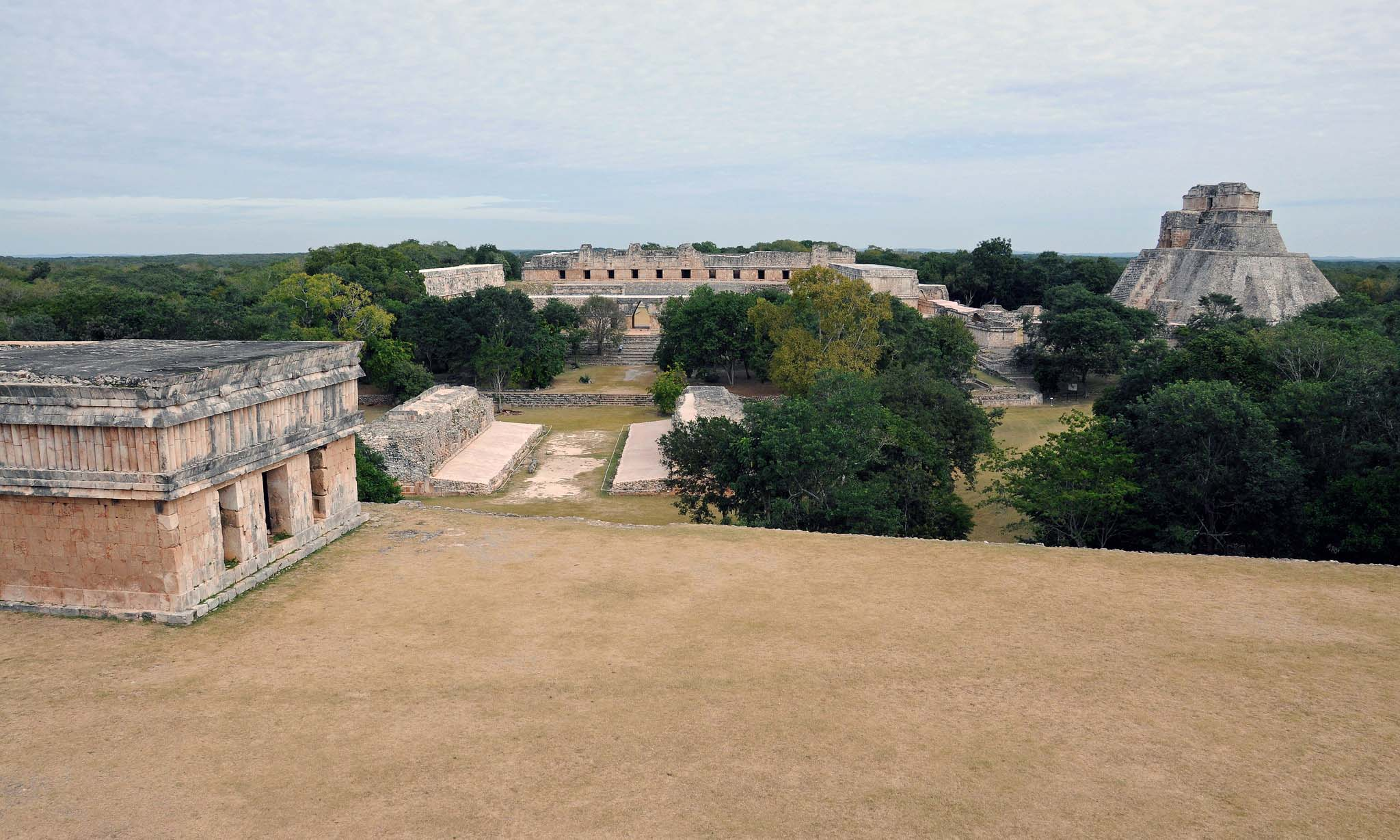
Panorámica del conjunto arqueológico de Uxmal.

- Tenochtitlán: capital de imperio mexica-azteca entre 1325 y 1521, con la llegada de los españoles.
- Teotihuacán: ciudad multiétnica, capital cultural del valle de México entre el 292 a. C. y el 900 d. C.
- Malinalco: centro ceremonial donde se ordenaban los guerreros aztecas. El Cuauhcalli o Casa del Sol es uno de los pocos edificios monolíticos del mundo.
- Cholula: cuando llegan los españoles, Cholula pertenece al imperio azteca, pero podía haber formado parte de la cultura tolteca anteriormente. Aquí se encuentra la pirámide más grande construida nunca (véase toltecas). Los aztecas creían que había sido construida por Xelhua, uno de los siete gigantes que escaparon a la inundación y se refugiaron en el monte Tlalocan, residencia del dios de la lluvia Tláloc, en el paraíso terrestre.

#### Cultura maya
La cultura maya se desarrolla en el sur de México, Guatemala, Belice y parte de Honduras y El Salvador. Su historia se inicia en la prehistoria, pero solo a partir del año 1000 a. C. se desarrollan su idioma y su cultura. Sus dos periodos de esplendor se desarrollan entre los años 320 y 987 (periodo clásico) y 1000 y 1687 (periodo posclásico). En todas las ciudades hay lugares sagrados y cualquiera de sus sitios arqueológicos puede considerarse como tal. Destacamos solo las ciudades más importantes, pero entre las muchas que merece la pena mencionar se encuentran, además de las citadas abajo: Chacmultún, Dzibilchaltún, Ek Balam, Izamal, Kabáh, Kulubá, Labná, Mayapán, Xcambó, Yaxuná, Calakmul, Cobá y Caracol en México; Aguateca, Cancuén, Cival, Dos Pilas, El Naranjo (de Petén) y Naranjo (del Valle de Guatemala), Holtún, Machaquilá, Nakún, Quiriguá, Uaxactún, Piedras Negras, Nakbé (la más antigua), El Mirador y Ceibal en Guatemala. Bonampak: situada en la selva de Chiapas, sus ruinas poseen las pinturas más bellas e ilustrativas de toda la América prehispana.
- Chichén Itzá: situada en Yucatán, su culto principal se debía a la serpiente emplumada Kukulcán.
- Copán: situada en Honduras, fue, junto con Tikal, una de las ciudades más grandes de la cultura maya.
- Palenque: situada en Chiapas, es una de las ciudades más bellas de la cultura maya.
- Tazumal: situada en El Salvador, fue habitada por los mayas entre los años 100 y 1200.
- Tikal: situada en El Petén, Guatemala, es la ciudad maya más grande conocida, con impresionantes pirámides ceremoniales.
- Tulum: se encuentra en la costa del Yucatán, a unos 50 km al sur de Cancún, en el estado de Quintana Roo. Se llamaba antiguamente Zama, y su época de esplendor, en un lugar paradisíaco, se da entre los años 1200 y 1450.
- Uxmal: situada en Yucatán, la "tres veces erigida" es una de las ciudades mayas mejor conservadas.

#### Cultura olmeca
Fue la primera gran civilización de Mesoamérica, desarrollada entre los años 1500 a. C. y 100 d. C., aunque algunos historiadores los llevan hasta el 500 d. C. en los estados de Veracruz y Tabasco, en la costa del Golfo de México. Se trata de una región selvática y pantanosa y los restos que nos han llegado son pocos, como las monumentales cabezas de piedra y las cerámicas conocidas como «rostros de bebé». Adoraban a la serpiente y al jaguar y practicaban, como las demás culturas de la zona, sacrificios humanos en honor de los dioses.
- San Lorenzo: primera capital de los olmecas, está habitada entre los años 1500 a. C. y 900 a. C. Aquí se han encontrado las cabezas de piedra características de esta cultura más grandes. Están hechas de roca volcánica de la cercana sierra de los Tuxtlas.
- La Venta: segunda capital de la cultura olmeca y centro ceremonial entre los años 900 a. C. y 400 a. C., se encuentra entre los estados de Tabasco y Veracruz y destaca por sus colosales cabezas de piedra.
- Tres Zapotes: fue la tercera y última capital de los olmecas. Se encuentra en el valle del río Papaloapan, cerca de Santiago Tuxtla.
- Cacaxtla: destacable por sus pinturas murales, tiene su auge entre los años 700 y 900, tras la caída de Teotihuacán, como capital del pueblo olmeca-xicallanca, que reaparece después de 800 años de silencio.

#### Cultura tolteca
La cultura tolteca domina la mayor parte del centro de México en los siglos XI y XII, entre el actual estado de Zacatecas y el sureste de Yucatán. Algunos arqueólogos consideran que la expresión toltecas engloba a diferentes pueblos del área mesoamericana y que Tollan, su capital, podría designar a Teotihuacán, la capital de los aztecas, de los cuales serían descendientes los habitantes de Tula, o a Cholula, ciudad cercana y principal aliado de los aztecas, que habría sido habitada también por los toltecas.
- Tollan-Xicocotitlan o Tula: La antigua capital de los toltecas, es actualmente un sitio arqueológico que se encuentra al suroeste del estado de Hidalgo, en México, en el municipio de Tula de Allende. No debe confundirse con Tollan, la capital mítica de los toltecas, gobernada por el dios Quetzalcóatl, la Serpiente Emplumada.
- Cholula: se encuentra en el estado de Puebla y posee la pirámide más grande construida en todo el mundo. Con una base cuadrada de 450 m de lado y una altura de 66 m, la Gran Pirámide de Cholula es un tercio más grande que La Gran Pirámide de Egipto. Se cree que los toltecas llegaron aquí después de su expulsión de Tollan-Xicocotitlan (Tula) en el año 1000 y convirtieron este lugar en un centro ceremonial. La pirámide está construida por etapas y se aprecian diferentes estilos, como el olmeca y el tehotihuacano. Sobre el cerro resultante se construyó en 1594 una capilla dedicada a la Virgen de los Remedios, de la cual solo quedan los restos después del terremoto de 1864, con la reconstrucción del siglo XIX.

#### Cultura totonaca
La cultura totonaca se desarrolla en la zona de Veracruz, Puebla y Tabasco, en el sudeste de México. Alcanza su esplendor entre los años 300 y 1200, y cuando llegan los españoles se encuentra bajo el dominio de los mexicas.
- Quiahuiztlán: en sus cercanías fundó Hernán Cortés la primera ciudad hispana, Villa Rica de la Vera Cruz. Quiahuiztlán, el lugar de la lluvia, estuvo poblado desde época precerámica, y fue a la vez ciudad, cementerio y fortaleza.
- El Tajín: situada cerca de la ciudad de Papantla, en Veracruz, fue capital de la cultura totonaca, alcanzó su apogeo entre los años 800 y 1150 y hoy en el lugar solo hay unos restos arqueológicos impresionantes, entre los que destaca la pirámide de los Nichos.

#### Cultura zapoteca
La cultura zapoteca se desarrolla en el estado de Oaxaca, en México. Hay evidencias de su existencia en el 2500 a. C., forman una cultura destacable desde el 1500 a. C., alcanzan su auge entre los años 500 y 150 a. C. y desaparecen en torno al siglo XIV d. C. a causa de luchas intestinas y en enfrentamientos con los aztecas.
- Monte Albán: florece entre el 500 a. C. y el 800 d. C. como capital de los zapotecas. Desde ella se controlaban todos los valles de Oaxaca.
- Mitla: el llamado lugar de los muertos es el segundo centro ceremonial en importancia de la cultura zapoteca después de monte Albán.

### Perú

#### Cultura inca
Se desarrolla entre los siglos XII y XVI, entre el sur de Colombia, el norte de Argentina y la zona central de Chile.
- Machu Picchu: ciudad sagrada de los incas, cuya función pudo ser religiosa o económica.
- Pachacámac: santuario y ciudad que se encuentra en la costa peruana dedicado a la deidad del mismo nombre.
- Vilcashuamán: centro religioso y administrativo.
- Coricancha: templo principal de Cusco, sobre el que se construye el Convento de Santo Domingo.
- Valle Sagrado de los Incas: formado por numerosos ríos y restos arqueológicos de importancia.

#### Cultura mochica
Se desarrolla en la región de Lambayeque entre el 200 a. C. y el 700 d. C. Carece de lugares sagrados reconocidos, tal vez por ocupar el mismo lugar que la inmediatamente posterior cultura Sicán, pero el más reconocible se halla en las cercanías de Sipán, donde se encuentran los restos del Señor de Sipán.

#### Cultura Sicán
También conocida como cultura Lambayeque, entre los años 700 y 1375, al noroeste de Perú.
- Batán Grande: capital durante el periodo Sicán Medio, contiene 17 pirámides. En su interior se encuentra el Bosque de Pomac, donde se han encontrados importantes restos arqueológicos y el único tumi, o cuchillo ceremonial, hallado en su contexto.
- Túcume: capital durante el periodo Sicán tardío, fue también ciudad sagrada.

#### Cultura Caral-Supe
- Caral: la ciudad sagrada de Caral, en el valle de Supe, al noroeste de Perú, es la más antigua de América del Sur, construida en el 2600 a. C. y habitada hasta el 1600 a. C., es contemporánea de las ciudades más antiguas construidas en el Próximo Oriente y Egipto.[4]

#### Cultura Nazca
- Líneas de Nazca: figuras geométricas, zoomórficas y fitomórficas de gran tamaño dibujadas sobre el suelo que se encuentran al sur del Perú y solo son visibles desde el aire. A unos 30 km se encuentra el cementerio de Chauchilla, donde se pueden ver al aire libre momias de la cultura Nazca.

#### Cultura Tiwanaku
Civilización precolombina ubicada entre Perú y Bolivia que duró entre el 400 a. C. y 1200 d. C. aproximadamente.
- Tiwanaku: también Tihuanaco, es la capital de la cultura tiwanaku. Sus restos se encuentran en Bolivia, a unos 20 km del lago Titicaca.

## Ayyavazhi
Religión monoteísta tamil que se originó en el sur de la India a mediados del siglo XIX. Aunque está relacionada con el hinduismo, se considera una religión diferente, no reconocida por el gobierno indio. Está basada en las enseñanzas de Ayya Vaikundar, el dios de los ayyavazhi, contenidas en un libro sagrado, el Akilathirattu Ammanai. Según sus creencias, el poder supremo del Universo es Ekam, del cual surgen Sivam, la manifestación material y espiritual de la totalidad, y Sakthi, la fuerza que impulsa esa totalidad, el universo material y espiritual. Después, se encuentran los tres aspectos de Ayya Vaikundar: Siván, equivalente al dios hindú Shiva, el creador; Vethan, equivalente al hindú Brahma, el preservador, y Thirumal o Perumal, otro de los nombres de Visnú, el destructor, que combinados dan lugar a Narayana o Visnú de nuevo, el más poderoso dios de la trimurti, del cual es un avatar Ayya Vaikundar, la divinidad principal. Entre las características de los ayyavazhi se encuentra su adoración a la manifestación del mal, Kroni, lo que los diferencia del hinduismo.
Sus principales lugares de adoración son conocidos como Pancha pathi (las cinco moradas de dios) y se encuentran dentro de un círculo de solo 15 kilómetros en torno a Kanyakumari, el extremo sur del subcontinente indio:
- Swamithoppe: pequeña ciudad del estado de Tamil Nadú donde se encarnó Ayya Vaikundar y se inició la religión. Es el principal Pancha pathi y cuartel general de los ayyavazhi.
- Ambalappathi: O Ambala Pathi, es el lugar donde Ayya Vaikundar unificó a las siete deidades femeninas en sí mismo. Es el segundo centro de peregrinación de los ayyavazhi.
- Muttappathi: lugar donde transcurrió la segunda fase de la penitencia (Thuvayal Thavasu) y tercer Pancha pathi.
- Tamaraikulampathi: donde fue escrito el Akilathirattu Ammanai, el libro sagrado principal de la religión Ayyavazhi.
- Pooppathi: donde Ayya unificó en sí mismo a Poomadanthai, la diosa de la tierra y Ayya Vaikundar vivió sus últimos años de encarnación como ser humano.

Otros pathis son:
- Vakaippathi:lugar desde donde 700 familias fueron enviadas por Ayya vaikundar a celebrar el Thuvayal Thavasu..
- Avatharappathi: donde Ayya se presenta en el mundo después de su encarnación en el mar.
- Vaikundapathi: construido por el rey Sankara Pandyan de la dinastía Pandya y directamente relacionado con la cercana colina de Marunthuvazh Malai considerada sagrada para los ayyavazhi.

Otros lugares sagrados ayyavazhi son los denominados Nizhal thangal, simples estructuras construidas para la adoración y para el aprendizaje de las enseñanzas de Ayya Vaikundar. Los siete principales thangals son: Chettikudiyiruppu, Agastheeswaram, Paloor, Sundavilai, Vadalivilai, Kadambankulam y Pambankulam.

## Fe bahá’í
- Bagdad: casa de Bahá'u'lláh, donde el profeta vivió entre 1853 y 1863.
- Shiraz: ciudad de Irán donde el Báb declara el nacimiento de la nueva religión.
- Acre: ciudad de Israel donde se encuentra el santuario de marcelo]]. ISO

## Budismo

### Cuatro lugares sagrados del budismo
Son lugares de peregrinación relacionados con la vida del Buda originario
- Lumbini: situado en Nepal, muy cerca de la frontera india, se considera el lugar de nacimiento de Gautama Siddhartha.
- Bodh Gaia: situado en el estado indio de Bijar, en el distrito de Gaia, es el lugar donde, en torno al año 500 a. C., el príncipe Gautama Siddhartha alcanzó la iluminación y se convirtió en Buda.
- Sarnath: situado a solo 13 km de Benarés en el estado de Uttar Pradesh, en la India, es el lugar donde el Buda enseñó por primera vez el dharma, la doctrina budista, y donde se creó la primera comunidad de monjes budistas, el shanga.
- Kushinagar: situado en el estado indio de Uttar Pradesh, es el lugar donde el Buda alcanzó el páranirvana, el nirvana final que se alcanza tras la muerte del cuerpo.

### Otras
- Anuradhapura: primera capital de Sri Lanka y uno de los centros budistas más importantes del mundo. Aquí se encuentra un retoño del árbol sagrado, traído en el siglo III a. C. por Sanghamitta, y una serie de estupas de gran interés arquitectónico y religioso.
- Ayanta: cuevas excavadas en la roca de un desfiladero, en el estado de Majarastra, cuyas pinturas y esculturas se consideran una de las obras maestras del budismo. Sus 29 cuevas constituyen una especie de monasterio.
- Elora: las cuevas de Elora se encuentran a 30 km de la ciudad de Aurangabad en el estado de Majarastra. Consisten en una serie de templos excavados en la roca entre los siglos V y VII que pertenecen a tres religiones: el budismo, el hinduismo y el yainismo. De las 34 cuevas, 12 son budistas. Entre ellas destaca la cueva 10, llamada de Vishwakarma.
- Kandy: ciudad situada en el centro de la isla de Ceilán, en el templo Sri Dalada Maligawa se encuentra uno de los dientes de Buda.
- Monte Kailash: hogar del buda Demchok, que representa la máxima dicha.
- Monte Koya: centro principal de la secta Shingon del budismo, es un inmenso cementerio con más de cien templos en medio de un bosque de cedros gigantes y las lápidas de unos 200 000 samuráis. Se encuentra al sur de Osaka, en Japón.

### Cuatro montañas sagradas del budismo en China
Según la leyenda, los cuatro montes fueron los lugares de meditación de cuatro bodhisattvas: Wen Shu, Pu Xian, Guan Yin y Dizang.
- Wutai: es la montaña más alta de la provincia de Shanxi, en el centro de la China; tiene una cima amplia y plana con cinco picos (Wutai significa 'cinco plataformas'), el más alto de los cuales alcanza los 3058 m y por tanto está siempre nevado. Wutai Shan está consagrada a Wen Shu (Manjusri), bodhisattva del conocimiento y la sabiduría. Posee 42 templos, entre los cuales se hallan los edificios de madera más antiguos de China, los templos Nanchansi y Foguangsi, de la época Tang, hace 1200 años. Es Patrimonio de la Humanidad, «Monte Wutai»
- Emei: este macizo de la ‘gran iluminación’, se encuentra en centro-sur de la provincia occidental de Sichuan, en las estribaciones del Tíbet. Su patrón es el bodhisattva Pu Xian (Samantabhadra), que representa la práctica y meditación de todos los budas. Su cima más alta, la Cumbre de Oro, tiene 3099 m de altura y está cubierto de bosques subtropicales de gran riqueza. En la parte oriental del macizo se encuentra la famosa estatua de Maitreya o Gran Buda Jiading, en el monte Leshan, construida en el periodo Tang. Tiene 71 m de altura y es la mayor estatua de piedra del mundo construida junto a una pared de roca. Es Patrimonio de la Humanidad, «Paisaje panorámico del Monte Emei, incluyendo el paisaje panorámico del Gran Buda de Leshan».
- Jiuhua: este macizo montañoso, situado en la provincia oriental de Anhui, tiene 99 cimas. Muchos de sus santuarios están consagrados al bodhisattva Dizang (Ksitigarbha), patrón de las almas del infierno.
- Putuo: se encuentra en la isla de Putuo, al sudeste de Shangjái, en la provincia de Zhejiang. Su patrón es Guan Yin Avalokiteshvara, bodhisattva de la compasión. Destaca el templo de Puji, construido en 916.

### Budismo tibetano
El gurú indio Padma Sambhava introduce el budismo indio en el Tíbet en el siglo VIII. En estas regiones, el budismo asimila la tradición Bön de esas regiones, integra las enseñanzas tántricas, que imparte en sus numerosos monasterios de manera multifacética, y le da una importancia muy especial a los lamas (guías espirituales). Tiene cuatro tradiciones principales: nyingma, kagyu, sakia y gelug, cada una con sus monasterios y sus linajes menores; por ejemplo, kagyu tiene cuatro escuelas mayores y ocho subescuelas; nyingma tiene seis monasterios madre donde se enseñan los seis niveles del tantra; sakia se diferencia porque ofrece enseñanzas tántricas privadas a las cuales acuden los maestros de las demás escuelas, y geluk se centra en los monasterios Ganden y Drepung. La mayoría de monasterios fueron destruidos durante la invasión china de 1959, y muchos de ellos fueron reconstruidos varias décadas después.
- Lhasa: el Potala es la residencia del líder del budismo tibetano desde 1648, año en que fue terminado de construir por el quinto dalái lama, Lozang Gyatso.
- Shigatse: segunda ciudad del Tíbet (80 000 hab.), cuya importancia para el budismo radica en el monasterio de Tashilhunpo, donde viven los Panchen Lamas, segunda autoridad religiosa del Tíbet, cuya función más importante es encontrar las reencarnaciones de los Dalái Lamas.
- Monasterio de Tsurpu: situado a 70 km de Lhasa, a casi 5000 m de altura y rodeado de montañas, es la residencia del Karmapa, cabeza del Karma Kagyu, una de las cuatro escuelas principales del budismo tibetano.
- Monasterio de Shalu: situado a 22 km al sur de Shigatse y construido en 1040, fue un importante centro de estudios del budismo tibetano hasta su destrucción por un terremoto en el siglo XIV.
- Monasterio de Drepung: a 5 km de Lhasa y fundado en el siglo XV, es el monasterio más grande del Tíbet y uno de los más grandes del mundo, con 15 000 monjes estudiantes antes de la invasión china del Tíbet en 1959, y una de las tres grandes universidades Gelukpa, junto con Ganden y Sera, aunque estos fueron destruidos, como la mayoría de monasterios tibetanos, tras la invasión china y sus monjes se trasladaron a la India.
- Monasterio de Drigung: situado a 150 km de Lhasa, es el monasterio principal de la tradición Drigung Kagyu. Fue destruido por los chinos en 1959 y reconstruido en 1980.

## Confucianismo
Doctrina desarrollada por Confucio en China entre los siglos VII y III a. C. Sus enseñanzas, centradas en el culto a los antepasados y la armonía con el cosmos, se extienden por China, Corea, Vietnam y Japón.
- Qufu: en esta ciudad situada en la provincia de Shandong, en China, vivieron los descendientes directos de Confucio, la familia Kong, cuya mansión es uno de los atractivos de la villa, junto con el Templo y el Cementerio de Confucio.

## Cristianismo
- Jerusalén: ciudad santa para tres religiones, cristianismo, judaísmo e islam.
- Belén: lugar del nacimiento de Jesús.
- Nazaret: hogar de Jesús y de varios de sus milagros.

El cristianismo ha dado lugar a diversas denominaciones cristianas con sus propias ciudades santas:

### Iglesia apostólica armenia
- Echmiadzin: sede principal del Catholicós, Supremo Patriarca de todos los armenios.

### Iglesia Copta
La Iglesia copta, fundada en Egipto en el siglo I por San Marcos el evangelista, heredera del monofisismo se separa de la Iglesia católica en el siglo V. En la actualidad, el cristianismo copto es la religión dominante en Etiopía y Eritrea. Está constituida por tres patriarcados; el Patriarcado copto de Alejandría, el Patriarcado copto de Etiopía y el Patriarcado copto de Eritrea. Actualmente cuenta con su propio Papa y con dos patriarcas coptos.
- Alejandría: ciudad origen de los coptos, rivales de Constantinopla. Aquí se empezó a usar el símbolo de la cruz de Cristo y fue la sede de San Marcos.
- El Cairo: sede donde reside actualmente el Papa copto, líder de las diversas iglesias coptas.

### Iglesia católica
Reconoce tres ciudades santas: Jerusalén, Roma, Santiago de Compostela, Caravaca de la Cruz y Santo Toribio de Liébana.
- Roma y Ciudad del Vaticano: sede del Pontífice Romano, el Patriarca de Occidente para los ortodoxos.
- Santiago de Compostela: lugar donde se halla la tumba del apóstol Santiago el Mayor.
- Caravaca de la Cruz: ciudad en la que en el año 1231 se apareció la Santísima y Vera Cruz, traída por los ángeles.
- Asís: ciudad de san Francisco de Asís y santa Clara de Asís.
- Basílica de Nuestra Señora Aparecida: la Virgen Aparecida es la patrona del Brasil, y esta basílica es la segunda más grande del mundo.
- Lourdes: lugar de aparición de la Virgen María en Francia reconocido por la Santa Sede.
- Fátima: lugar de aparición de la Virgen María en Portugal reconocido por la Santa Sede.
- Knock: lugar de aparición de la Virgen María en Irlanda reconocido por la Santa Sede.
- Jasna Góra: importante centro de peregrinación en Polonia, sede de los padres paulinos y de la Virgen Negra.
- Itatí: sede de la Basílica de Itatí, el lugar de peregrinación mariana más importante de Argentina.
- Basílica de Guadalupe: la Virgen de Guadalupe es la patrona de México y de toda América.
- Santuario de Loreto: aquí fue trasladada la casa de la Virgen María en Nazaret.
- Basílica de San Antonio de Padua: en Italia, donde se hallan las reliquias del santo.
- El Pilar de Zaragoza: sede de la Virgen del Pilar patrona de la Hispanidad.
- Basílica de Nuestra Señora de la Candelaria: sede de la Virgen de Candelaria, Patrona de Canarias.
- Basílica de Esquipulas: en esta basílica de Guatemala se venera la imagen del Cristo Negro de Esquipulas.
- Santuario de Schoenstatt: lugar de peregrinación del Movimiento de Schoenstatt.

### Iglesia ortodoxa
La Iglesia ortodoxa es la tercera de las grandes religiones cristianas, junto con el catolicismo y el protestantismo. Se forma en el Mediterráneo Oriental después de una serie de concilios celebrados entre los siglos IV y VIII y se separa oficialmente de la Iglesia católica en 1054 después del Cisma de Oriente y Occidente. En la actualidad, el cristianismo ortodoxo es la religión dominante en Grecia, Chipre, Rusia, Ucrania, Bielorrusia, Serbia, Montenegro, Macedonia del Norte, Bosnia y Herzegovina, Rumania, Moldavia, Bulgaria y Georgia. Debido a la emigración, existen también comunidades importantes en Estados Unidos, Canadá y Australia. Está constituida por quince iglesias autocéfalas, de las cuales las más importantes son, por este orden: la de Constantinopla, la de Alejandría, la de Antioquía y la de Jerusalén, herederas de los cinco patriarcados originales, menos el de Roma, que se separó del resto en 1054. Otras cinco tienen patriarcas y el resto arzobispos o metropolitas. Además, hay otras tantas iglesias ortodoxas dependientes de las anteriores.

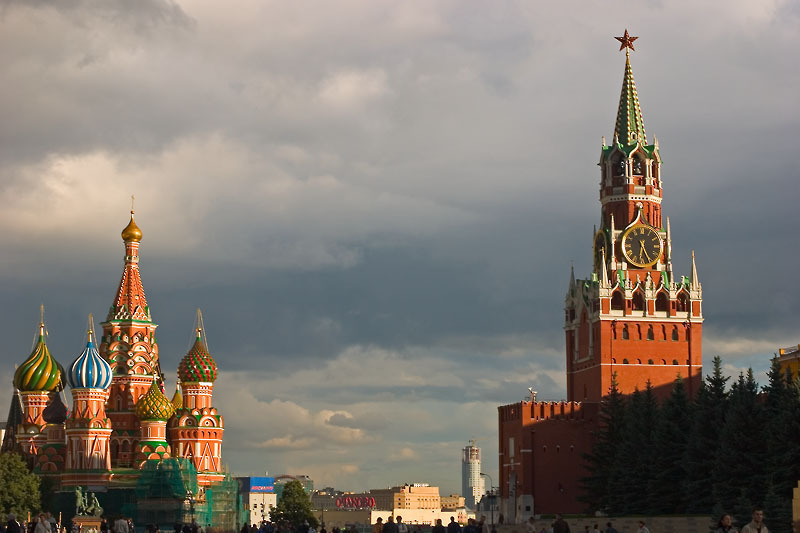
Moscú.

- Monte Athos: Congregación de Iglesias Ortodoxas, es un enclave o protectorado dentro de Territorio Griego.
- Constantinopla: Capital del Imperio Bizantino, sede del Patriarcado Ecuménico de Constantinopla, es la actual Estambul en Turquía.
- Éfeso: san Pablo vivió aquí más de dos años. Aquí se celebró el Concilio de Éfeso contra los nestorianos y aquí se encuentra la biblioteca más antigua del mundo.
- Lalibela: iglesia ortodoxa etíope copta o tawahedo. Doce iglesias excavadas en la roca.
- Meteora: seis monasterios de la Iglesia ortodoxa griega suspendidos sobre sendas rocas en los montes Pindos, supervivientes de los 24 que existieron en su momento de máximo esplendor en el siglo XVI. Sus nombres son: Agios Nikolaos (san Nicolás Anapausas), Hagia Triada (Santa Trinidad), Roussanou, Ágios Stephanos (san Stefano), Gran Meteoron y Marlaan.
- Miskheta: iglesia Ortodoxa Georgiana. Ciudad museo de Georgia por su conjunto de iglesias, patrimonio mundial.
- Monte Athos: península situada al norte de Grecia donde hay 20 monasterios ortodoxos de diferentes iglesias.
- Moscú: iglesia ortodoxa rusa
- Sérgiev Posad: iglesia ortodoxa rusa. En esta ciudad se halla el monasterio de la Trinidad y san Sergio, el más grande de Rusia.
- Tiflis: iglesia Ortodoxa Georgiana. Capital de Georgia con una importante ciudad vieja, crisol de culturas.

### Anglicanismo
- Canterbury, Kent, centros arzobispales de la Iglesia de Inglaterra.

### Protestantismo
Buena parte de las Iglesias protestantes rechaza doctrinalmente la existencia de lugares u objetos sagrados, no obstante, de hecho, muchos adherentes considera como tales los siguientes:
- Wittenberg, donde Martín Lutero expuso sus 95 tesis.
- Ginebra, llamada a veces la Roma protestante, ciudad donde Calvino gobernó y realizó gran parte de su Reforma.
- Plymouth, Massachusetts, lugar donde tomó tierra el Mayflower y localización del asentamiento original de los puritanos en Norteamérica.
- Nashville, Tennessee.

### La Iglesia de Jesucristo de los Santos de los Últimos Días

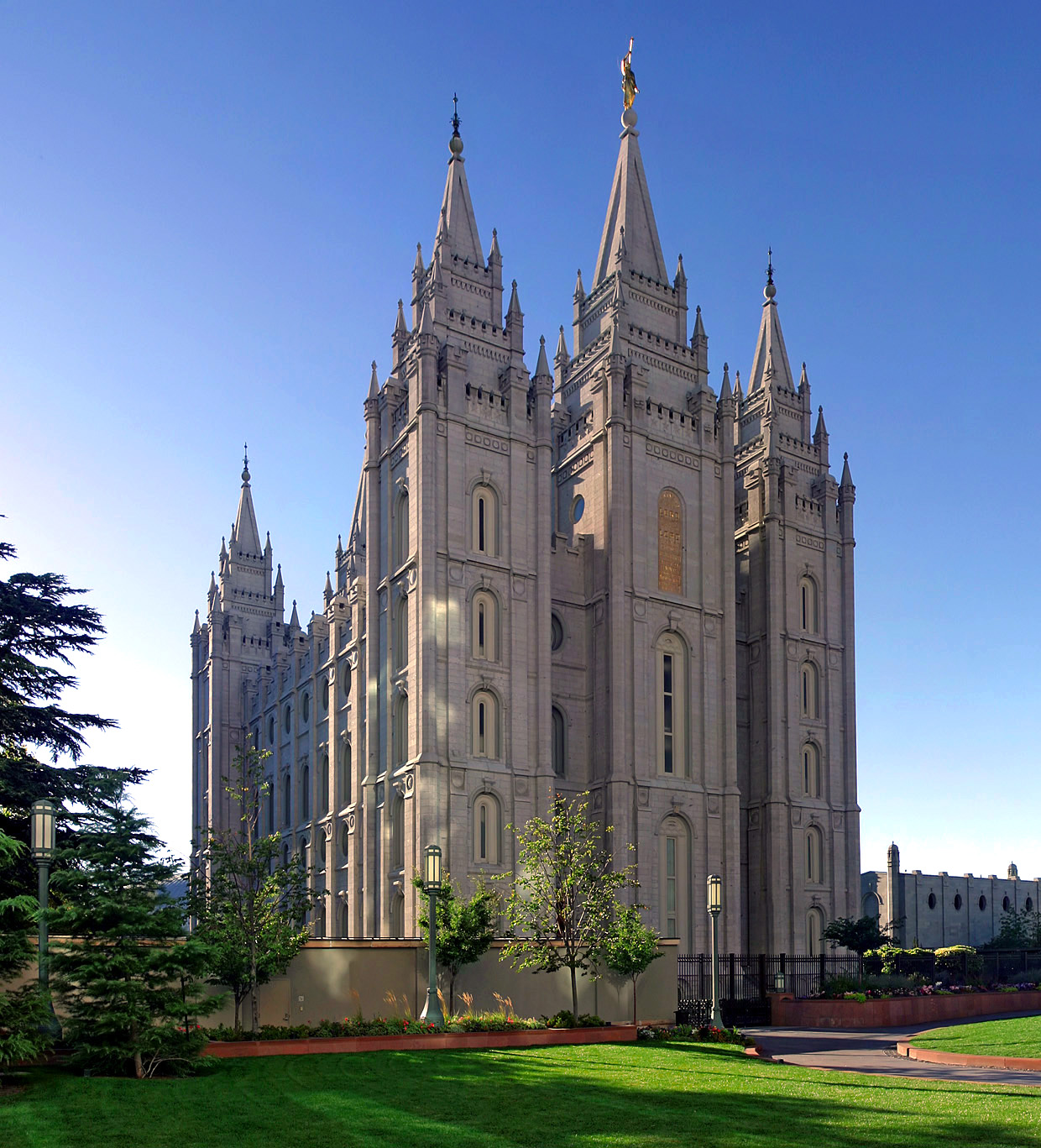
El templo de Salt Lake City es el templo más reconocido dentro del movimiento de los Santos de los Últimos Días, localizado en la ciudad de Salt Lake City, Utah.

Esta iglesia cristiana, cuyos miembros son conocidos como mormones, puesto que siguen las enseñanzas del Libro de Mormón, se forma en el estado de Nueva York en 1830. Su fundador fue Joseph Smith, quien, tras una visión angelical, encontró unas tablas, las planchas de oro, escritas por un profeta llamado Mormón. Se consideran un volumen de escritura sagrada semejante a la Biblia, y es un testamento de las relaciones de Jehová (entendido por ellos como Jesucristo pre-mortal) y Jesucristo resucitado con los antiguos habitantes de América. Así mismo, comparte como sagrados gran parte de los santuarios tradicionales del cristianismo y judaísmo clásicos, tales como Getsemaní, el Calvario, el monte Sinaí, entre otros.
- Palmyra: pequeña ciudad del estado de Nueva York (cuyo nombre viene de la antigua Palmira de Siria), cuna del movimiento mormón, pues aquí fue presentado el Libro de Mormón por primera vez en 1830.
- Kirtland: pequeña ciudad de Ohio que se convirtió en sede de los mormones entre 1831 y 1838, y lugar donde Joseph Smith sentó las bases de la Iglesia de Cristo, renombrada en 1834 "Iglesia de los Santos de los Últimos Días". Aquí se construyó el primer templo mormón (el Templo de Kirtland), actualmente a cargo de la Comunidad de Cristo.
- Independence: ciudad de estado de Misuri que se encuentra en el área metropolitana de Kansas City. Joseph Smith declaró que en este lugar debía construirse el templo de la Nueva Jerusalén para esperar la segunda llegada de Jesucristo. Los primeros mormones en instalarse aquí fueron expulsados de la ciudad, pero actualmente se ha convertido en sede de la Comunidad de Cristo, de las Ramas Restauradas (Restoration Branches) y de la Iglesia de Cristo.
- Adán-ondi-Ahmán: significa "el lugar donde vivió Adán". Es un lugar a orillas del Grand River, afluente del río Misuri, en el condado de Daviess (estado de Misuri), donde Joseph Smith afirmaba que vivieron Adán y Eva y fueron expulsados del paraíso.
- Nauvoo: ciudad a orillas del río Misisipi, en el estado de Illinois, fundada por los mormones en 1840, tras ser expulsados del estado de Misuri. También fueron expulsados de Nauvoo en 1846. Étienne Cabet ocuparía este lugar en 1848 con la intención de llevar a cabo su idea del comunismo demócrata.
- Salt Lake City, Utah: capital del estado de Utah fundada en 1847 por La Iglesia de Jesucristo de los Santos de los Últimos Días, encabezada entonces por el profeta Brigham Young. Los mormones buscaban un lugar aislado donde practicar su religión que les apartase de las persecuciones. Su principal construcción es el Templo de Salt Lake City.
- Actualmente, para los miembros de La Iglesia de Jesucristo de los Santos de los Últimos Días los lugares más sagrados sobre la tierra son sus Templos, los que están construidos alrededor de todo el mundo, que difieren de los centro de reuniones normales (o capillas), donde se llevan a cabo las reuniones de adoración semanal.

## Hinduismo
El hinduismo es una suma de creencias que tienen en común la creencia en la reencarnación. Todos creen en un dios supremo, que puede ser una persona, como Krishna, Visnú o Sivá o una energía, como el Brahman, origen de todos los seres, que son su expresión. No obstante, las numerosas doctrinas que forman parte del hinduismo comprenden innumerables dioses, aunque algunas son monoteístas. Tan gran suma de culturas posee numerosísimos lugares sagrados, que son adorados y motivo de festivales en los muchos templos y lugares de adoración que hay repartidos por toda la India.

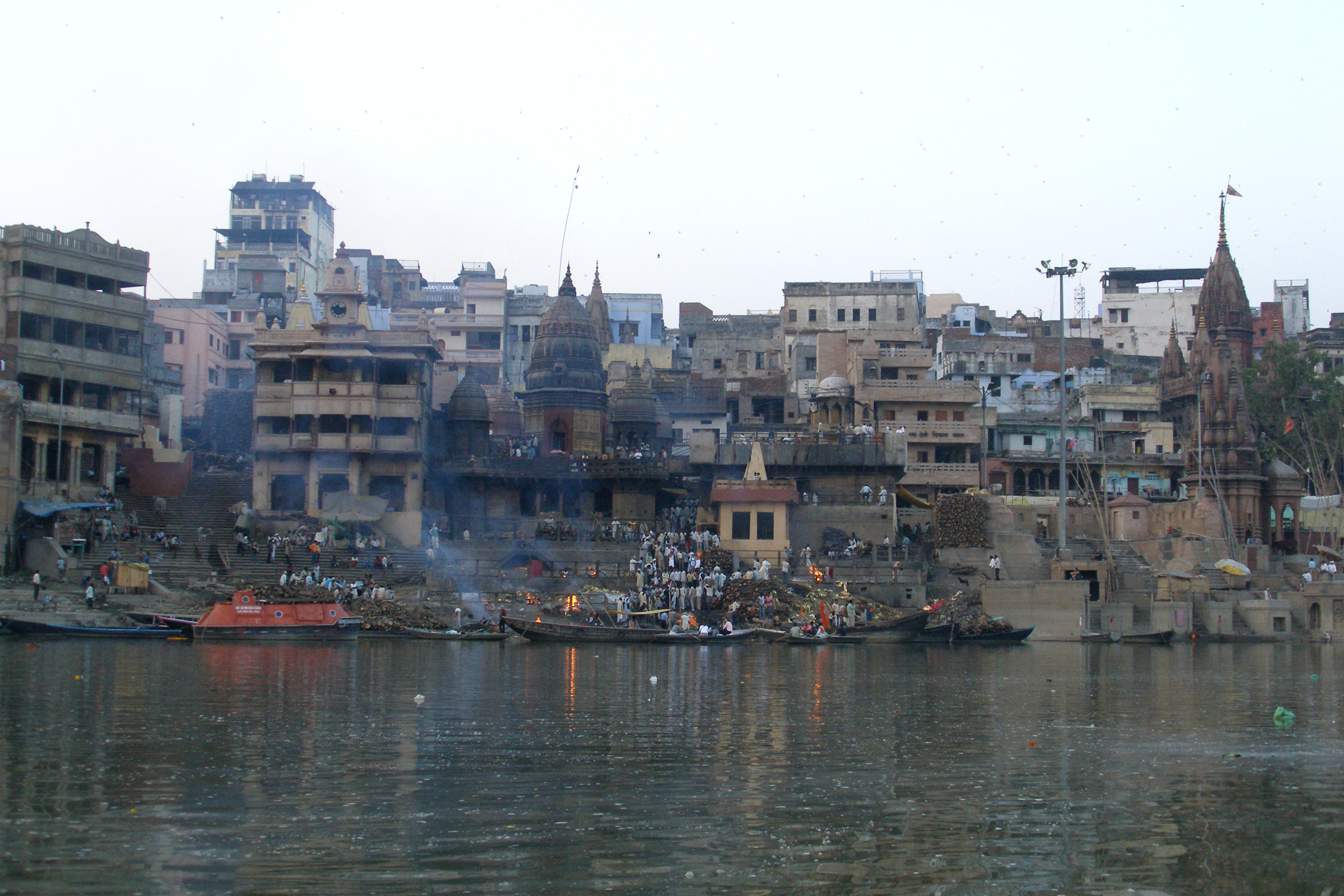
Benarés, a orillas del sagrado río Ganges.

### Siete ciudades sagradas del hinduismo
- Aiodia: una de las ciudades más antiguas de la India, en Uttar Pradesh. Según la leyenda fue gobernada hace miles de años por Dásharatha, padre de RamaChandra (el séptimo avatar de Visnú).
- Benarés (Varanasí): antiguamente Kashí, situada en el estado de Uttar Pradesh, a orillas del río Ganges, es la ciudad más sagrada de la India y principal centro de peregrinación. Se cree que una de las cuatro cabezas del dios Brahma descansó aquí, y que aquí cayó la mano izquierda de la diosa Satí. Se dice que quien muere aquí queda liberado del ciclo de las reencarnaciones.
- Duarka: una de las ciudades más antiguas de la India, en el estado de Guyarat. Frente a sus costas se cree que se encuentran las ruinas sumergidas de la ciudad original donde Krishna habría sido rey.
- Jariduar: séptima ciudad santa de los hinduistas y la segunda de la India después de Benarés, situada en el estado de Uttaranchal. Se dice que aquí dejaron sus huellas los dioses. A esta ciudad acuden los peregrinos para lavar sus pecados de nacimiento y sirve como puerta para la peregrinación a otras tres ciudades santas: Rishikesh, Badrinath y Kedarnath.
- Kanchipuram: situada en el estado de Tamil Nadú, posee varios templos importantes, entre los que destaca el templo de Ekambareswarar, dedicado a Sivá y uno de los cinco grandes templos dedicados a este dios en representación de los cinco elementos (véase más abajo). Otro templo importantes en este lugar es el de Kamakshi Amman, dedicado a la diosa Kamakshi (una de las formas de Párvati) y asociado al maestro Adi Shankara.
- Mathurá: situada en el estado de Uttar Pradesh, es el lugar de nacimiento de Krishna, uno de los avatares de Visnú. Se cree que Krishna nació en una prisión de esta ciudad. En ese lugar se construyó el templo de Krishna Yanma Bhumi (‘tierra del nacimiento de Krishna’).
- Uyyain: antigua ciudad situada en el estado de Madhya Pradesh, a orillas del río Shipra, fue la capital del reino de Avanti. Aquí se encuentra el templo de Mahakal, uno de los doce yiotir-linga y el más venerado de los templos de Sivá.

### Lugares sagrados del sivaísmo
El sivaísmo es la rama del hinduismo que venera a Sivá como dios supremo. Es adorado especialmente en el sur de la India, entre los tamiles, de ahí que sus templos más importantes, los dedicados a los cinco elementos, se encuentren en el estado de Tamil Nadú, aunque la ciudad principal de los sivaístas sea Benarés por su templo de Kashi Vishwanath. Los lugares de adoración del sivaísmo se conocen como yiotir-linga, los doce santuarios o moradas de Sivá, en las que el dios es adorado como yiotir-linga (‘falo brillante’).
- Somnath: es el más importante de los doce santuarios yiotir-linga de Sivá. Está situado en Saurashtra, en el estado de Guyarat.
- Nageshwar: situado en la ciudad de Dwarka, en Guyarat.
- Mahakaleshwar: situado en la ciudad de Uyain, en el estado de Madhya Pradesh.
- Srisailam: situado cerca de Kurnool en Andhra Pradesh, es un templo muy antiguo. Aquí compuso Adi Shankara su Sivananda Lahiri
- Bhimashankar: situado en el estado de Maharashtra. Según la leyenda, en este lugar Sivá asesinó al demonio Tripurasura.
- Omkareshwar: situado en Madhya Pradesh, en una isla del río Narmadá.
- Kedarnath: situado en el estado de Uttaranchal, es el santuario situado más al norte. Solo es accesible a pie y solo seis meses al año, pues el resto del tiempo está aislado por la nieve.
- Kashi Vishwanath: este templo es uno de los más famosos. Se encuentra a orillas del río Ganges, en la ciudad de Benarés (en el estado de Uttar Pradesh).
- Trimbakeshwar: situado cerca de Nashik en Maharashtra, está asociado al origen del río Godavarí.
- Ramanatha Swami: este templo está en la ciudad de Rameswaram, en Tamil Nadú, y es el yiotirlinga situado más al sur de la India.
- Grisnesuar: está situado en Daulatabad, cerca de Aurangabad, en Maharashtra, no muy lejos de los templos excavados en la roca de Ellora.
- Vaidyanath: se encuentra en la ciudad de Deoghar, en el estado de Jharkhand, al este de la India.

### Los cinco grandes templos de Sivá
Asociados a los cinco elementos, se encuentran en los estados de Tamil Nadú y Andhra Pradesh.
- Arunachaleswara: asociado al fuego, este templo situado al pie de la colina de Arunachala (véase más arriba), es uno de los más viejos y grandes de la India, pues ocupa unas diez hectáreas y su gopuram más alto tiene 60 metros de altura y 13 niveles.
- Tiruvanaikaval: asociado al agua, se encuentra cerca de Tiruchirapalli, y junto al templo de Ranganathaswamy en Srirangam. Fue construido en el siglo X en honor de Jamukeshwara (Sivá) y Akilandeswari (Párvati).
- Chidambaram: asociado al espacio, es uno de los templos más viejos de la India, en la ciudad del mismo nombres. Posee una sala con 999 columnas elaboradas cada una de una sola pieza de granito: la Sala de las mil columnas.
- Ekambareswarar: asociado a la tierra, se encuentra en la ciudad de Kanchipuram. El gopuram más alto tiene 57 metros, las paredes del templo están decoradas con 1008 lingams (penes) y tiene un árbol de mango de 3500 años de antigüedad.
- Kala Jasti: asociado al viento, este templo se encuentra en el estado de Andhra Pradesh.

### Las seis moradas deKartikeia
Son los seis templos (Arupadaiveedu) construidos por los pueblos tamiles en el estado de Tamil Nadu en honor de Murugan o Murukan (en sánscrito Kartikeya), segundo hijo de Sivá y Párvati y señor de la guerra contra los demonios. Tiene seis cabezas, los cinco sentidos y la mente. Lleva una lanza y viaja sobre un pavo real. Los templos están ordenados según su importancia:
- Thirupparamkunram: en este templo se unieron Murugan y Deivanai, la hija de Indra.
- Thiruchendur: en este templo junto al mar, se estableció Murugan antes de invadir el reino del demonio Surapadman.
- Swamimalai: en este lugar, Murugan expuso el significado del pranavam a su padre, Sivá.
- Palani: según la leyenda, después de que el sabio Nárada visitara la morada de Sivá en el monte Kailāsh, Muragan, abandonó la montaña y fijó su morada en Palani, 100 km al este de Madurai, cerca de la colonia veraniega de Kodaikanal.
- Thiruthani: en este templo se unieron Murugan y Valli, la hija de un cazador o un jefe tribal según la versión.
- Pazhamudircholai: se halla en una colina boscosa 16 km al norte de Madurai. En este lugar, Murugan bendijo al poeta Awaiyar.

### Lugares santos delśaktismo
Existen 51 śakti pita (lugares de adoración de la divina madre Śakti, para algunos Kali). En estos lugares la leyenda dice que cayeron los pedazos del cuerpo de Satí, la primera esposa del dios Sivá, que se autoincineró avergonzada por el comportamiento de su padre y fue cortada en pedazos por Śivá con su disco divino. Al reencarnarse, la diosa adquirió el nombre de Śakti.
- Templo de Kamakhya: Situado en Kamakhya, cerca de Guwahati, en el nordeste de la India. En este templo se sacrifican miles de animales cada año en honor de la diosa para pedir favores, como curaciones. Aquí se sacrificó la diosa Satí y su cuerpo dividido en 51 partes.
- Templo de Kalighat: este templo, situado cerca de Calcuta, no solo es uno de los 51 śakti pita, sino también un templo dedicado a la diosa Kali, en una de cuyas esquinas la madre Teresa de Calcuta fundó su casa para moribundos.

### Lugares de celebración delKumbh Mela
- Kumbhamela. La leyenda dice que hace miles de años, dioses y demonios se unieron para compartir el amrita (néctar de la inmortalidad), pero los demonios robaron la vasija (el kumbhá) que lo contenía, y durante doce días y doce noches combatieron en los cielos por su posesión. Mientras luchaban, el amrita cayó sobre estas cuatro ciudades, en las cuales se celebra cada doce años el Maha Kumbh Mela (gran fiesta de la vasija), que reúne a millones de peregrinos hinduistas para conmemorar este hecho. De esta manera, el festival se celebra cuatro veces cada doce años. Cada doce años también, se celebra el Ardh Kumbh Mela (‘media vasija reunión’), en cada una de estas ciudades, seis años antes de que se celebre el Maha Kumbh Mela.
- Haridwar: situada en el estado de Uttar Pradesh, es el lugar donde el Ganges sale del Himalaya y entra en la planicie. Celebra la fiesta los años 1986, 1998, 2010, 2021, en el mes de Chaitra (marzo-abril).
- Nashik: situada en el estado de Maharashtra, a orillas del río Godavari, celebra la fiesta los años 1980, 1992, 2003, 2015, en el mes de Bhadrapada (agosto-septiembre).
- Prayag: nombre hinduista de Prayagraj (bautizada por los invasores musulmanes), en Uttar Pradesh, lugar donde se unen los ríos Yamuna, Ganges y Sárasuati. Celebra la fiesta los años 1989, 2001, 2012, 2024, en el mes de Magha (enero-febrero). En el año 2007 se celebra un Ardh Kumbh Mela en esta ciudad.
- Uyyaini (Avantika): situada en el estado indio de Madhya Pradesh, a orillas del río Shipra, celebra el festival los años 1980, 1992, 2004, 2016, en el mes de Vaisakha (abril-mayo).

Téngase en cuenta, que, equidistante de esos doce años, se celebra la fiesta del Ardh Kumbh Mela en cada ciudad.

### Los cuatro mathas deShankara
Los cuatro mathas (santuarios) principales del fundador de la doctrina vedānta.
- Sringeri (en el sur): a orillas del río Tunga, en el estado de Karnataka, es el primer matha o monasterio donde Shankara vivió y enseñaba a sus discípulos.
- Dwaraka (oeste): El matha occidental se encuentra en la ciudad costera de Dwarka, residencia de Krishna. También se conoce como Kālikā Matha. Aquí se guarda una versión antiquísima del Sama Vedá (el tercero de los Vedas después de que su autor Viasa [‘bifurcador’] los dividiera en cuatro partes).
- Yiotirmath (norte): matha septentrional, situado cerca de la ciudad de Badrinath. Aquí se guarda una versión antiquísima del Átharva-veda.
- Puri (este): en esta ciudad, situada a orillas del océano en el estado de Orissa, se adora a Jagannath (otro nombre que el krisnaísmo da al dios Krishna). Aquí se celebra el famoso Ratha Yatra (festival de las carrozas).

### Circuitos deChar DhamyChota Char Dham
El Char Dam, literalmente ‘las cuatro moradas [divinas]’ son cuatro lugares de la India que representan las cuatro moradas de Dios en las cuatro direcciones de la India. En el siglo VIII, el sabio Adi Sankara estableció una ruta de peregrinación para visitar estos lugares: Puri, al este; Ramesuaram, al sur; Duarka, al oeste, y Badrinath, al norte. Con los años, sin embargo, la ruta, demasiado amplia, se centró en la división de Garhwal, en el estado de Uttarakhand, que puede hacerse en un solo viaje. Esta ruta reducida recibió el nombre de Chota Char Dham, o ‘las pequeñas cuatro moradas’, y más tarde, se quedó con la denominación de Char Dham a secas:
- Iamunotri: situado a 3252 m de altitud en las fuentes del río Iamuna, afluente del Ganges, en el estado de Uttarakhand. Hay que caminar 6 km para acceder al templo, que posee una representación en plata de la diosa Iamuna, hija del dios del sol, Suria, y hermana del dios de la muerte, Iama, para recibir sus bendiciones y hacer las ofrendas.
- Gangotri: situado en las fuentes del Ganges, a un día de camino de Rishikesh o Haridwar y a dos de Iamunotri, a 3042 m de altitud, es la sede de la diosa Ganga, personificación del río. Se puede acceder en coche, pero a los valientes les espera una dura caminata de 17 km hasta la surgencia del río en Gaumukh.
- Kedarnath: es también uno de los doce yiotirlingas dedicados a Sivá. Situado a 3584 m, es el char dhama más remoto, próximo a las fuentes del río Mandakini, afluente del Alaknanda, afluente a su vez del Ganges.
- Badrinath: sede del dios Visnú en su forma de Badrinarayan, se halla a 3133 m a orillas del río Alaknanda, y es el más importante y último que se debe visitar.

### Templos dedicados aRanganatha
Ranganatha es la última forma de Visnú, adorada en el sur de la India, especialmente por la comunidad visnuista. Hay tres templos con el nombre genérico de Sri Ranganathaswamy dedicados a Ranganatha en tres pequeñas islas del río Kaveri.
- Adi Ranga en Srirangapatna: situado en el estado indio de Karnataka, Adi Ranga es uno de los templos hinduistas más grandes del mundo, con una extensión de 63 ha.
- Madhya Ranga en Sivanasamudra: esta pequeña ciudad de Karnataka se encuentra cerca de las famosas cataratas de Sivá Nasa Mudram en el río Kaveri.
- Antya Ranga en Srirangam: situado en el estado de Tamil Nadú, este templo es tan grande como el de Adi Ranga.

### Otras ciudades santas
- Ahobilam: mayor centro de peregrinación del sur de la India. Es el lugar donde Nara-sinja (‘hombre-león’), la cuarta encarnación de Visnú, protegió a su devoto Prajlada matando al padre de éste, el demonio Jirania Kashipú.
- Amarnath: se considera que este templo dedicado a Sivá y situado en una cueva a 3900 m de altitud, tiene más de cinco mil años de antigüedad. Se encuentra en Cachemira, a 140 km de la capital, Srinagar.
- Arunachala: montaña sagrada de unos 890 m de altura situada en el estado de Tamil Nadú, que se considera una manifestación del dios Sivá. Según la creencia, realizar el girivala (circunvalación de la montaña) es uno de los ejercicios de yoga más simples y poderosos que existen. Aquí alcanzó la iluminación el famoso gurú Sri Ramana Maharshi. A su pie se encuentra uno de los templos más grandes de la India, el de Arunachaleswara, en la ciudad de Tiruvannamalai.
- Badrinath: es una de las cuatro ciudades del Char Dham, circuito hinduista de peregrinación en el Himalaya indio. Adi Shankara la consagró como ciudad de peregrinación en el siglo IX, con la construcción del templo de Badrinath.
- Belur Math (monasterio de Belur), situado en Howrah, Bengala Occidental, donde se halla el templo de Ramakrishna. Fue fundado por Swami Vivekananda y se halla en la orilla derecha del Ganges, a 4 km de Calcuta.
- Chidambaram: situada en el estado de Tamil Nadú, posee uno de los templos más viejos de la India. El templo de Chidambaram, dedicado a Sivá, representa el cielo, y es uno de los cinco grandes templos dedicados a los elementos naturales.
- Dakshineswar: en este lugar, junto al río Hoogly, al norte de Calcuta, el santo Ramakrishna tiene la visión de la Divina Madre y alcanza la cima del conocimiento. Más tarde, aquí fue construido, por Rani Rasmani, el templo de Kali en Dakshineswar, al que acudieron gentes de todo el país, entre ellos Swami Vivekananada, para formarse.
- Ellora: son cuevas excavadas en la roca en forma de templos con numerosas esculturas. Se encuentran en el estado de Maharashtra y los templos pertenecen a tres religiones, el hinduismo (17 cuevas), el budismo (12 cuevas) y el yainismo (5 cuevas). Las cuevas hinduistas están dedicadas principalmente al dios Sivá, y entre ellas destaca el templo de Kailash, la cueva 16. Excavadas en el cauce encajado de un río, estas cuevas están asociadas a las de Ayanta, principalmente budistas.
- Benarés (Varanasi): ciudad santa del hinduismo, situada a orillas del río Ganges. Se dice que una de las cuatro cabezas de Brahma descansa aquí, y que la mano izquierda de la diosa Satí cayó en este lugar.
- Gaia: situada junto al río Falgu, afluente del Ganges, aquí se conserva la huella sagrada de Visnú, en el templo de Visnupad. No muy lejos, en la ciudad de Bodh Gaia, Buda alcanzó la iluminación.
- Gokarna (oreja de vaca): situada en el estado de Karnataka, se cree que en esta ciudad (turística por sus playas) emergió Sivá de la oreja de una vaca a su vuelta del inframundo.
- Kalighat: es una de las barriadas de Calcuta, capital de estado de Bengala Occidental. Entre sus numerosos templos se encuentra el Kalighat Kalika, dedicado a Sivá y uno de los 51 śakti pitas (véase śaktismo).
- Kamakhya: templo situado en la ciudad de Guwahati, en el nordeste de la India, en realidad es un complejo de templos dedicados a las numerosas formas de la diosa madre. De hecho, Kamakhya es uno de los nombres y aspectos de la diosa Satí, y este lugar es uno de los 51 shakti pitas.
- Kalahasti: ciudad templo considerado el Kailāsh del sur. Situada a 36 km de Tirupati, es famosa por su templo dedicado a Vāyu, el aire.
- Kateel: ciudad santa que se encuentra en el estado de Karnataka, a 29 km de Mangalore, con un importante templo dedicado a Durga (Párvati), la diosa suprema de carácter guerrero que cabalga un león.
- Kedarnath: situada en el estado de Uttaranchal, a 3584 m del altitud en las fuentes del río Mandakini. Accesible solo después de caminar 13 km, tiene un importante templo dedicado a Sivá. Es uno de los doce yiotirlingas, santuarios dedicados a Sivá, y uno de los cuatro Char Dham, lugares de peregrinación del Himalaya, más importante de la India.
- Madurai: esta ciudad, conocida como la Atenas del Este, se construyó en forma de loto alrededor del templo Minakshi, dedicado a Sivá y Párvati. Mīnakshi, la que gobierna el mundo con la mirada, es una forma de Párvati y una de las esposas de Sivá. La ciudad se encuentra junto al río Vaigai en el estado de Tamil Nadú y es el corazón del idioma tamil.
- Maiápur: situada a 10 km de Navadwip, a orillas del Bhagirathi (una de las ramas del Ganges, en Bengala Occidental, es el sitio de nacimiento del santo Chaitania (1486-1533), a quien sus seguidores creen la encarnación de Krishna. Allí tiene su sede también el Movimiento Hare Krishna.
- Monte Kailash: en esta montaña de 6638 m reside Sivá.
- Pajaka: Situada en el estado de Karnataka, es el lugar donde nació el gurú Sri Madhva Acharia, fundador de la escuela védica Dvaita.
- Pandharpur: situado en el estado de Maharashtra, a orillas del río Bhīma, es la sede del famoso templo dedicado a Vithoba (o Vitthala), una de las manifestaciones de Krishna. Es también la sede de las tradiciones bhakti y varkari.
- Prayag: nombre hindú de Prayagraj (véase más abajo Kumbh Mela).
- Puri: Situada en el estado de Orissa, en las costas del golfo de Bengala, en ella se encuentran varios santuarios importantes, entre ellos el de Yaganat, uno de los nombres sánscritos de Krishna, en cuyo honor se celebra la festividad del Ratha Yatra o Festival de las Carrozas.
- Rameshwaram: situada en el golfo de Mannar, en el estado de Tamil Nadú, es junto con Kashi (Benarés), uno de los lugares más sagrados para los hinduistas. Aquí construyó Rāma un puente hasta la isla de Sri Lanka para rescatar a su consorte Sītā de su secuestrador Ravana.
- Rishikesh (Hrishikesh), en el estado de Uttarakhand, junto al río Ganges, es conocida como la puerta del Himalaya, por donde se accede a los lugares santos de la cordillera, el Char Dham, y famosa por los centros de yoga, entre los cuales se halla el ashram del yogui Maharishi Mahesh Yogui, donde estuvieron los Beatles.
- Sabarimala: situada en los Ghat Occidentales, en el estado de Kerala, sur de la India, está rodeada de colinas coronadas por templos. Aquí, Ayyappan (Ayya=Visnú, Appa=Sivá), una de las deidades más importantes del sur de la India, estuvo meditando tras matar al demonio Majishi.
- Tarakeswar: situada en Bengala Occidental, es centro de peregrinación y sede del shivaísmo. Su principal atractivo es el templo de Taraknath.
- Tarapith: situada en Bengala Occidental, junto al río Dwaraka, se dice que aquí cayó el ojo de Satí, y también que aquí el sabio Basistha adoró a Satí en la forma de Tara.
- Thanjavur (o Tanjore): en el estado de Tamil Nadú, aquí se encuentra el templo de Brihadiswara, construido por el rey Rayarash Chola, fundador de la dinastía Chola. Aquí, el demonio Tanjan-an asura, fue muerto por los sabios Anandavalli Amman y Sri Nīlamegapperumal.
- Thiruthani: es una de las seis moradas de Kartikeya, las llamadas Arupadaivīdu (véase más abajo).
- Tiruvananthapuram: capital del estado de Kerala, su templo más famoso es Sri Padmanabhaswamy, dedicado a Visnú. Su festival más importante es Navratri, dedicado a las nueve formas de la diosa Śakti y que dura nueve días.
- Tiruchirapalli: también Tiruchi o Trichy, en el estado de Tamil Nadú. Aquí se encuentran los templos de la fortaleza de Ucchi Pilayar, dedicado a Ganesha y Sivá; el templo de Sri Ranganathaswamy, en Srirangam, dedicado a Ranganatha, forma de Visnú; el templo de Tiruvanaikaval, dedicado a Sivá en la forma de Jambukeswara, el agua, uno de los cinco elementos (véase Kanchipuram), y el templo de Samayapuram, dedicado a Mariamman, diosa madre muy antigua en el sur de la India.
- Tirupati: ciudad templo situada a los pies de la colina de Tirumala, en el estado indio de Andhra Pradesh. El templo de Venkateshwara, dedicado a Visnú, es uno de los más grandes y populares de la India. Es uno de los 108 Tirupatis o Divia Desham (‘zona sagrada’, templos dedicados a Visnú). Hay 105 en la India y 1 en Nepal. Los dos últimos, Tirupparkadal y Sri Vaikuntha, solo pueden ser alcanzados después de dejar este mundo.
- Tiruvannamalai: ciudad de peregrinación situada en el estado de Tamil Nadú. Es la sede del templo de Arunachaleswara, uno de los más grandes de la India, dedicado a Sivá, al pie de la montaña de Arunachala. Representa el fuego (véase Kanchipuram).
- Udupi: situada en el estado de Karnataka, al oeste de la India, tiene un famoso templo dedicado a Krishna y a los ocho mathas (Ashta Mathas) del dios en la tradición dvaita.
- Vaishno Devi: Vaisno Devi Mandir (también llamado Mata Rani and Vaisnavi) es uno de los más sagrados templos hinduistas dedicado a la diosa Śakti, en la colina de Vaisno Devi, a 12 km de Katra (en el estado de Jammu y Cachemira). El templo se encuentra a 1750 m de altitud y aún se encuentran en la roca las huellas de la diosa madre.
- Vrindavan: ciudad situada en el estado de Uttar Pradesh, en el lugar donde se cree que Krishna ejercía de pastor de vacas cuando era niño. En la ciudad hay numerosos templos y es considerada sagrada por diversas doctrinas del hinduismo, como el vaisnavismo.
- Talapady: situada en el estado de Karnataka, en la ciudad hay un templo dedicado a la diosa guerrera Durga, en cuyo honor celebran un importante festival, el Durga puya, en diversas ciudades, los hinduistas bengalíes.
- Srikala Jasti: situada en el estado de Andhra Pradesh, al sur de la India, es uno de los lugares de peregrinación más antiguos de la India, por su templo dedicado a Sivá.

## Islam
Religión monoteísta basada en el Corán, libro sagrado dictado por el dios Alá a Mahoma a través del Arcángel Gabriel. Mahoma es el último profeta, después de Abraham, Noé, Moisés y Jesús. Existen una serie de ramas del islam, de las cuales las principales son el sunismo y el chiismo. El sufismo es una derivación esotérica del islam. La mezquita propiamente dicha es un lugar de reunión y de oración, y en general se consideran lugares sagrados las que contienen mausoleos importantes.
- La Meca, la ciudad santa del islam, donde está situada La Kaaba
- Medina, la segunda ciudad santa del islam, donde murió Mahoma y fue enterrado en el patio de su casa, convertida en la Mezquita del Profeta, Al-Masyid An-Nabawī. En esta ciudad se construyó también la primera mezquita, Quba.
- Jerusalén, tercer lugar santo, donde se halla la Explanada de las Mezquitas, que contiene la mezquita de Al-Aqsa y la Cúpula de la Roca. Desde aquí, Mahoma ascendió al cielo.

### Sunismo
Es la comunidad musulmana más importante, con casi el noventa por ciento de los fieles. Estos consideran que los sucesores de Mahoma deben serlo por su capacidad y no por los lazos de sangre con el profeta. El sunismo está dividido en escuelas, por orden de rigurosidad, janafi, shafi'i, malikí y hanbali. Esta última es la que sirve al wahabismo de Arabia Saudí, que acepta solo una interpretación literal del islam.
- Kairouan, en Túnez cuarto lugar santo del Islam para los sunnies
- Bagdad: capital de Irak, es la ciudad donde el califato alcanzó su máximo poder.
- Damasco: capital de Siria, es la sede de los omeyas.
- Tombuctú: Capital del imperio de Malí y ciudad importante para el África musulmana.
- Chingueti: importante centro de peregrinación en Mauritania.
- Bujará, situada en Uzbekistán, es el centro islámico más importante de Asia Central.
- Samarcanda: situada en Uzbekistán es otra de las grandes ciudades musulmanas orientales.

### Chiismo
El chiismo es una rama del islam que sigue considerando como su máxima autoridad a los imanes descendientes la familia de Mahoma. A la muerte del profeta aceptaron como sucesor del mismo a Alí, primo y yerno de aquel.
- Nayaf: lugar de donde se encuentra la tumba (Meshed Ali) de Ali Ibn Abi Talib, o simplemente Alí, yerno de Mahoma, en Irak.
- Mazār-e Šarīf: Otro de los santuarios del Imán Ali, en Afganistán, donde una minoría de chiitas cree que está la tumba de Alí.
- Kerbala: tumba de Husayn ibn Ali, nieto de Mahoma.
- Mashhad: segunda ciudad de Irán, donde se halla el santuario del Imán Reza.
- Qom: ciudad de Irán donde se halla el santuario de Fatima Masoumeh, hermana del Imán Reza o Ali ar Rida.
- Samarra: ciudad de Irak, donde se hallan las tumbas de Ali al Hadi y Hasan al Askari.
- Kazimain: tumbas del imán Musa al Kazim y del Imán Muhammad al Taqi.
- Kufa: tercera ciudad chiita de Irak, después de Nayaf y Kerbala. Fue construida en el siglo VII como capital del sur de Mesopotamia. Ali ibn Abi Talib, yerno de Mahoma, se refugia en esta ciudad, cuyos habitantes, en su mayoría partidarios de Alí, se llaman chiitas desde entonces.

### Sufismo
El sufismo es una forma esotérica del islam que agrupa diversas tendencias y hermandades, las cuales estudian los aspectos más elevados de las enseñanzas de Mahoma con el fin de alcanzar el conocimiento del dios Alá. Las cofradías o tariqas) sufíes surgen a partir del siglo XI y dan lugar a las diversas órdenes. Muchas reciben el nombre de su fundador o del santo más importante de su historia, y los mausoleos, santuarios o tumbas de estos santos se encuentran entre los lugares sagrados de los sufíes, de los cuales solo citaremos algunos de los más importantes.
- Ajmer: ciudad de la India, situada en Rajasthán, santuario y tumba del sufí Moinuddin Chishti (1141-1230), también conocido como Gharib Nawaz, de la Orden Chishti de la India.
- Bagdad: capital de Irak, donde se encuentra la tumba de Abd al-Qadir, héroe argelino que luchó contra los franceses, murió en Damasco en 1883, fue enterrado en Bagdad y sus cenizas fueron llevadas a Argelia en 1966.
- Turkestan: ciudad de Kazajistán donde se halla el mausoleo de Khoja Ahmad Yasavi (siglo XII), primer poeta sufí que tuvo una gran influencia en el desarrollo de las órdenes místicas en el ámbito turco.
- Konya: ciudad de Turquía donde se halla la tumba de Yalal Muhammad Rumi, el más grande de los místicos sufíes y un gran poeta en lengua persa.
- Delhi: ciudad de la India donde se halla el santuario de Hazrat Nizamuddin Auliya (1238-1325), famoso sufí de la Orden Chishti.
- Lahore: ciudad de Pakistán, santuario de Data Ganj Bakhsh, místico sufí y escritor del siglo XI que contribuyó a la expansión del islam en la India y escribió el primer tratado sufí en lengua persa (Kashf al Mahjub, Desvelando lo velado)).
- Pakpattan: ciudad de Pakistán, situada en Panyab, santuario de Baba Fareed, también conocido como Fariduddin Ganjshakar, místico sufí del siglo XII y primer poeta en idioma panyabí.
- Sehwan: ciudad de Pakistán donde se encuentra el santuario de Lal Shahbaz Qalandar, santo sufí nacido en Azerbaiyán que murió aquí. Predicó la paz entre hinduistas y musulmanes y su santuario es también visitado por los barelvis, una rama del islam abrazada por la mayoría de pakistaníes que aúna las tradiciones místicas sunníes con las chiitas y sufíes.

Algunas de las órdenes sufíes más importantes son: Burhani, Chishti, Jerrahi, Kubrawiya, Qadiriyya, Mevleví, Muridiyah, Naqshbandi, Nimatullahi, Safaviyeh, Sarwari Qadiri, Shadhili, Shadhili, Tijani y Zahediyeh.

### Muridismo
- La localidad de Touba, en Senegal, conocida como La Meca de Senegal, es lugar de peregrinación ya que se trata de la ciudad sagrada del muridismo y lugar de entierro de su fundador, Amadou Bamba. El muridismo es una orden islámica sufí predominante en Gambia y Senegal. Sus seguidores se conocen como muridas (mourides), término usado en el sufismo para designar al discípulo de un guía espiritual.

## Yainismo
Religión de la India fundada en el siglo VI por Mahāvīrá, contemporáneo de Buda. Esta variante del hinduismo rechaza el sistema de castas, la autoridad de los Vedás y los sacrificios rituales. Para los yainas, la salvación del alma material e impura requiere un estricto ascetismo, una intensa meditación y un riguroso control de las pasiones. Los yainas, unos cuatro millones en la India, no pueden ejercer violencia contra ningún ser vivo.
- Monte Abu: es la montaña más alta de la cordillera de los Aravalli, en el estado de Rayastán, al oeste de la India. En su cima hay una amplia meseta de cerca de doscientos kilómetros cuadrados cuyo punto más alto es el Gurú Shijar, de 1722 m. Debido a la altura, es un oasis frente al calor de las regiones más bajas, y está llena de santuarios yainas. Aquí se oyó hablar por primera vez de los Rajput y según los Puranás aquí se encuentra el Arbudarania (bosque de Arbuda), donde se retiró el sabio Vásishtha, después de dirimir sus diferencias con el sabio Vishvámitra.
- Shravanabelagola: ciudad del estado indio de Karnataka e importante centro de peregrinación yaina. Posee dos colinas, Chandragiri y Vindyagiri, a las que se retiraron a meditar el monje Bhadrabahu y su discípulo, el rey Chandragupta Mauria.
- Palitana: ciudad sagrada del estado de Guyarat, donde se encuentra la colina de Shetrunjaya, con sus 4000 escalones tallados en la roca y sus 1250 templos esculpidos en mármol, el principal de los cuales está dedicado al primer tirthankar (iluminado) del yainismo, Adinath.

## Judaísmo

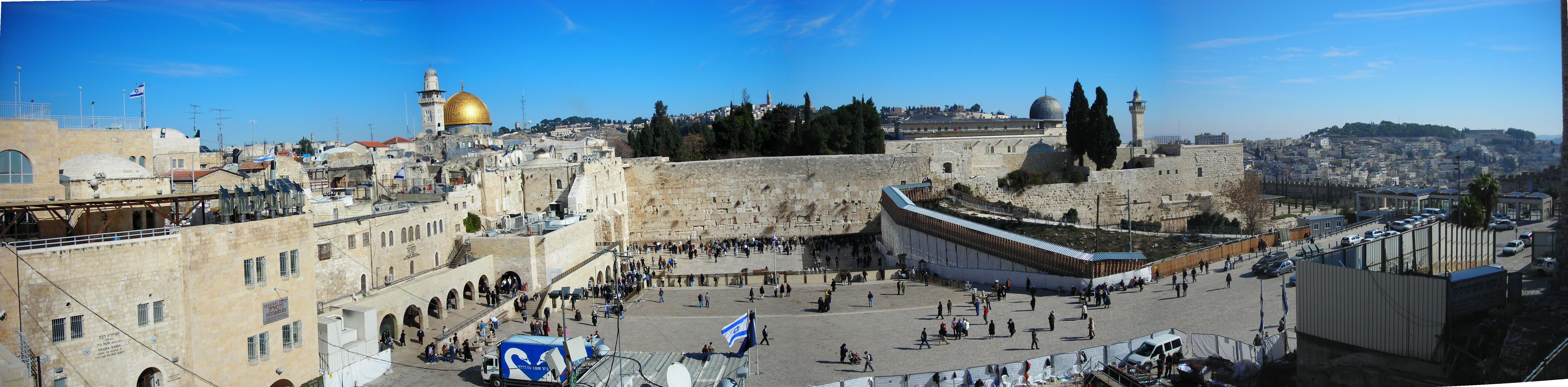
El Monte del Templo, sitio del Muro de las Lamentaciones y de la Cúpula de la Roca, santuarios para el judaísmo y el islam, respectivamente.

Las cuatro ciudades santas de Israel para los judíos son las siguientes:
- Jerusalén: ciudad santa de los judíos, antigua capital de los reinos de Israel y Judá. Es la capital del Estado de Israel y el lugar del Templo de Salomón, el Muro de las Lamentaciones y la Explanada de las Mezquitas.
- Hebrón: ciudad santa para judíos, cristianos y musulmanes. Aquí se encuentra la Tumba de los Patriarcas y por esta razón, los judíos la conocen como Ciudad de los patriarcas.
- Safed o Tzfat: capital de Galilea, lugar donde se establecieron muchos de los judíos expulsados de España en 1492, primera imprenta judía y centro de estudio de la Cábala.
- Tiberíades: centro cultural y espiritual de los judíos después de la destrucción de Jerusalén por los romanos.

Los cuatro montes sagrados del júdeo-cristianismo, en los que ha tenido lugar un hecho significativo o existe la creencia de ello, son:
- Monte Sinaí: donde Yahvé entregó los diez mandamientos a Moisés. Se identifica con Jabal Musa (Monte Moisés en árabe), una montaña de 2.285 m s. n. m. en la península del Sinaí. En el lugar donde se cree que se hallaba la zarza ardiente se construyó el Monasterio de Santa Catalina.
- Monte Ararat: donde se cree que se encuentra el Arca de Noé según el Génesis. Es una montaña fronteriza en Turquía, muy cerca de Armenia, de 5165 metros de altitud, cubierta de nieves perpetuas. La montaña tiene una curiosa anomalía visible desde el espacio situada a 4724 metros de altitud que podría ser el Arca, pero ninguna expedición ha podido confirmarlo.
- Monte Moriá: es el monte al que subió Abraham con su primogénito Isaac para sacrificarlo ante el dios Yahvé. En este lugar, también llamado monte del Templo, en Jerusalén (Har Habayt, en hebreo) y Santuario Noble (Haram esh-Sharif, en árabe) se edificó el templo de Salomón, luego llamado templo de Jerusalén. Para los musulmanes, éste es el "santuario más alejado" (masjid al-aksa), desde el cual Mahoma realizó el viaje hacia el Trono del dios Alá, acompañado por el arcángel Gabriel. Después de la destrucción por los romanos del templo de Jerusalén en el año 70, los árabes construyeron en el siglo VII la Cúpula de la Roca. Junto a ella se encuentra la Explanada de las Mezquitas, y al otro lado la mezquita de Al-Aqsa.
- Monte Tabor: también llamado monte de la Transfiguración, montaña de Galilea de 575 metros en la cual se produjo la transfiguración de Cristo.

El lugar donde se reúnen a orar los judíos es la sinagoga, al mismo tiempo comunidad o junta religiosa. Algunas de las más importantes y objeto de peregrinación de los judíos de todo el mundo son:
- Sinagoga Vieja-Nueva: construida en 1270 en Praga, es una de las más viejas de Europa.
- Sinagoga de Dura Europos: sus restos se encuentran en la antigua Dura Europos, en la actual Siria, y es la más antigua del mundo, con inscripciones en arameo del año 244.
- Sinagoga Hurva: en la Ciudad Vieja de Jerusalén.
- Sinagoga Paradesi: Es la más antigua de la India, construida en 1568 por la comunidad judía cochin (véase Judaísmo en la India).
- Sinagoga Bridgetown: en Barbados, la más antigua del hemisferio occidental, construida en 1654.
- Sinagoga Touro: situada en Rhode Island, la más antigua de Norteamérica
- Sinagoga Snoa o Mikvé Israel Emanuel: en Curaçao, Antillas, construida en 1674 por los judíos desplazados por la Inquisición española, la más antigua del hemisferio occidental de uso continuado.
- Sinagoga Bevis Marks: la más antigua del Reino Unido.
- Templo Emanu El: la sinagoga más antigua de Nueva York y la más grande del mundo, de la rama reformista, construida en 1845.
- Gran Sinagoga de Budapest: La más grande de Europa y segunda del mundo, construida en 1859.
- Gran Sinagoga de Plzen o Pilsen, en la ciudad checoslovaca de Pilsen, es la tercera más grande del mundo.

## Judaísmo Jasídico
El jasidismo es el último movimiento místico judío, que en su origen propone la práctica del bien guiado por el propio corazón, no porque lo impongan las normas. Su propio nombre significa en hebreo 'práctica de la piedad y de la bondad'. Lo funda en el siglo XVIII el rabino Israel ben Eliezer. Actualmente es un movimiento judío ortodoxo.
- Belz: pequeño pueblo del este de Polonia que pertenece desde 1951 a Ucrania, donde el rabino Shalom de Belz funda el movimiento jasídico de Belz.
- Góra Kalwaria: pueblo junto al río Vístula en Polonia, a 25 km de Varsovia, sede de la dinastía jasídica de los Ger, fundada por el rabino Yitzchok Meir Alter.
- Lubavitch: población de la provincia de Smolensko, al oeste de Rusia, donde tiene su origen la rama o dinastía jasídica de los Jabad-Lubavitch, fundada por el rabino Schneur Zalman de Liadí en el siglo XVIII. Tiene más de doscientos mil adeptos, sobre todo en Estados Unidos.
- Medzhybizh: ciudad de la actual Ucrania de gran importancia para los judíos. Aquí nació el rabino Israel ben Eliezer Baal Shem Tov, fundador del judaísmo jasídico.
- Satu Mare: ciudad rumana que pertenecía al reino de Hungría cuando se fundó aquí la comunidad Satmar del jasidismo, de la rama ultraortodoxa de los Haredi, la facción más conservadora del judaísmo, en su mayor parte trasladada a Williamsburg (en Nueva York).
- Umán: ciudad situada en el centro de Ucrania donde nació el rabino Najman de Breslav, fundador del movimiento jasídico de Breslav.

## Levante mediterráneo
Incluye las religiones sumeria, acadia, asiria y babilónica desarrolladas a lo largo de los ríos Tigris y Éufrates y en el Creciente fértil, salvo en la zona levantina y el Nilo.
- Babilonia, la puerta de dios, conocida como Babilu en acadio y Kadingirra en sumerio.
- Assur, la ciudad del dios de los asirios, el dios del cielo de su mismo nombre.
- Nínive, capital del imperio asirio.
- Ur, Lugar del nacimiento de Abraham, padre de cristianos, judíos y musulmanes.
- Nippur, capital sagrada de los sumerios, cuyo dios principal era Ninurta.
- Uruk, ciudad sumeria de Gilgamesh, famosa por el templo dedicado a Inanna (Ishtar).
- Ugarit, capital de El, el padre de la humanidad, y del primer alfabeto conocido.

## Sintoísmo
Esta religión originaria de Japón incluye la adoración de los kami o espíritus de la naturaleza, a la manera animismo, de forma que algunos son muy particulares y otros son de carácter más genérico, como la diosa del sol, Amaterasu. El shinto o sintoísmo incluye también la adoración de los antepasados, cuyos espíritus permanecen en un nivel superior de la existencia.
- Ise (Mie): también conocida como Ujiyamada, en la isla de Honshu, es una ciudad tradicional japonesa de cien mil habitantes donde se encuentra el templo imperial de Ise, importante santuario shinto.
- Nagoya: es la cuarta ciudad de Japón, en la isla central de Honshu. Fue destruida durante la Segunda Guerra Mundial y restaurada más tarde, incluso el castillo de Nagoya. El santuario de Atsuta es el segundo santuario más venerado del Japón; aquí se guarda la espada Kusanagi, uno de los símbolos nacionales.
- Izumo: es una de las provincias más antiguas de Japón, cuyo nombre proviene de la diosa de la creación y la muerte Izanami. El santuario de Izumo Taisha o Izumo no Oyashiro es uno de los más importantes del sintoísmo, dedicado a los kami, especialmente a Okuninushi, predecesor de Susanoo, dios del mar y las tormentas, y de todos los clanes de Izumo.
- Kioto: capital de la prefectura de Kioto y antigua capital del Japón. Posee numerosos templos budistas y sintoistas. Aquí se estableció el monje Kobo Daishi en el año 809 y fundó la secta Shingon.
- Kamakura: ciudad situada en la prefectura de Kanagawa, al sudeste de Tokio. Es famosa por sus santuarios y templos, entre los que destaca el de Templo de Kotokuin, célebre por el Daibutsu, estatua de bronce de Buda de 14 m de altura.

## Sijismo
El sijismo nace en el siglo XV de la mano de Gurú Nanak (1469-1539), como respuesta a los enfrentamientos entre hinduistas y musulmanes. El propio Nanak, primero de los diez gurús de los sijs, era hinduista. Proclamaba la existencia de un dios único, el de nombre verdadero, que era la única y auténtica realidad. El sijismo está contra el sistema de castas hinduistas y todo sij debe cumplir cinco preceptos básicos: no cortarse el cabello, llevar un pequeño peine para recogérselo, un brazalete metálico, ropa interior larga y una pequeña daga ceremonial. Cuando la India se independiza, la región de los sijs, Panyab, fue dividida entre la India y Pakistán.
- Amritsar: ciudad de la India donde se encuentran el Templo Dorado y el Estanque del néctar de la inmortalidad. En el templo se encuentra el libro sagrado escrito por los diez gurús del sijismo.
- Nankana Sahib: ciudad de Panyab (Pakistán), donde nació el Gurú Nanak, fundador de la religión sij.

## Taoísmo
El taoísmo procede de las enseñanzas de Lao Tse en el siglo V a. C., que fueron plasmadas en el Tao Te King. Según sus enseñanzas, el camino para alcanzar la verdad es: el camino de la conciliación, la renuncia a la violencia y la búsqueda de la virtud y la inmortalidad. En el taoísmo se encuentran mezclados elementos del budismo y el confucianismo. Actualmente, su enseñanza procede de Estados Unidos, donde se han asentado los maestros principales. Las cinco montañas sagradas del taoísmo están asociadas a los cuatro puntos cardinales más el centro.
- Tai Shan: montaña sagrada asociada al este en el taoísmo, se halla en la provincia de Shandong. Su cima más alta, llamada Emperador de Jade, tiene 1545 m de altura. En su entorno hay 22 templos, el más importante de los cuales es el templo del dios del monte Tai o Templo Dai (Dai Miao) en la base de la montaña.
- Hua Shan: montaña asociada al oeste, se halla en la provincia de Shaanxi, tiene 1997 m de altitud y es famosa por su angosta escalera.
- Heng Shan: montaña asociada al sur, se halla en la provincia de Hunan, tiene forma de sierra, 150 km de longitud y 72 picos, de los cuales, el más destacado, el pico Zhurong, tiene 1290 m. A sus pies se halla el Gran Templo del Monte Heng.
- Heng Shan: macizo montañoso asociado al norte, se halla en la provincia de Shanxi. Su cima más alta alcanza los 2017 m. A veces se le llama Heng Shan del Norte o Montaña del Norte, para no confundirlo con la montaña del mismo nombre del sur. Alberga el famoso templo colgante de Xuankongsi.
- Song Shan: macizo montañoso asociado al centro, se halla en la provincia de Henan, se compone de dos montañas, Taishi y Shaosh, con 36 picos cada una, y su cima más alta alcanza los 1494 m.

## Yazidismo
Los yazidíes se llaman a sí mismos dawasi. Sus vecinos, los musulmanes suníes les llaman «adoradores del diablo» y los han perseguido durante siglos. El yazidismo es una religión sincrética que combina el zoroastrismo, el maniqueísmo, el judaísmo y el nestorianismo cristiano, con elementos sufíes y chiíes del islam y tiene muchas variantes. De sus 300 000 practicantes, 150 000 viven en las montañas Jebel Sinjar y el distrito Shaikhan del noroeste de Irak. Otros 50 000 viven en Armenia y otros estados del Cáucaso, y el resto viven en el sudeste de Turquía, norte de Siria y Europa Occidental como emigrantes, sobre todo Alemania, donde puede haber unos 50 000. Los yazidís creen en un dios supremo que ha delegado el gobierno del mundo a una jerarquía de siete ángeles gobernados por Melek Taus.
Su nombre en árabe es Shaitán (Satán) y no se debe pronunciar porque representa al diablo y es muy temido. Una de las curiosidades de la cultura yazidí es la prohibición de comer lechuga, ya que dicen que una vez Satán se escondió en una de ellas. No pueden llevar ropas de color azul oscuro y la ropa interior debe ser blanca.
- Lalish: lugar, a 60 km al norte de Mosul, donde se encuentra la tumba del fundador de yazidismo, el jeque Adi ibn Musafir, místico sufí que vivió en el siglo XII y última manifestación de Melek Taus, representado por un pavo real.